# Vox (partido político)
Vox («voz» en latín) es un partido político español de ideología ultraconservadora, y ultranacionalista fundado el 17 de diciembre de 2013. Está calificado por especialistas como un partido de ultraderecha, de derecha radical populista o de extrema derecha. Sin embargo, algunos medios de tendencia conservadora prefieren referirse al partido como de derecha. El presidente del partido es Santiago Abascal, y su vicepresidente y secretario general es Ignacio Garriga.
A nivel de la Unión Europea, Vox es miembro del partido político a escala europea ultraderechista Patriotas.eu, que está en el Parlamento Europeo en el grupo parlamentario Patriotas por Europa desde julio de 2024, tras las elecciones europeas de junio del mismo año. En la anterior legislatura del Parlamento Europeo había estado integrado en el Partido de los Conservadores y Reformistas Europeos (ECR).

## Historia

### Fundación y primera crisis
El origen de Vox se remonta a la plataforma reconversión.es fundada en julio de 2012 y promovida por un colectivo del que formaban parte cuadros y militantes del Partido Popular entre los que se encontraban Alejo Vidal-Quadras (conocido anticatalanista), Santiago Abascal (entonces presidente de la Fundación para la Defensa de la Nación Española, DENAES) y José Antonio Ortega Lara. La plataforma proponía llevar a cabo un proceso de recentralización que acabara con el Estado de las Autonomías.
Vox se registró como partido político el 17 de diciembre de 2013, el mismo día en que quien después sería su presidente, Santiago Abascal, disolvió la fundación pública creada por el gobierno de Esperanza Aguirre (PP) llamada Fundación para la Defensa de la Nación Española. Vox surgió entre algunos de los críticos socialconservadores de Rajoy en el seno del PP, erosionado por la crisis económica, e inició su andadura con el objetivo de «recoger el voto de la derecha desencantada con las políticas del PP». Desde el principio contó con el apoyo decidido de la plataforma activista ultracatólica HazteOír, que acogió la rueda de prensa con la que el 16 de enero de 2014 Vox se presentó ante los medios de comunicación a través de sus dirigentes Cristina Seguí, José Antonio Ortega Lara, José Luis González Quirós, Santiago Abascal e Ignacio Camuñas.A su vez HazteOír y Vox tienen vínculos con la organización secreta paramilitar, ultracatólica y de extrema derecha de origen mexicano El Yunque
Como ha destacado Carles Ferreira, de la Universidad de Kent, los fundadores de Vox, «próximos al expresidente José María Aznar», «criticaban al PP de Rajoy por ser demasiado moderado en cuestiones como los valores tradicionales, la unidad nacional o la libertad económica. La expresión que hizo fortuna más tarde, ya creado Vox, fue la de referirse al PP como «la derechita cobarde». Implícitamente reivindicando estar a la derecha de los populares —por el supuesto viaje al centro de estos últimos— evitaron, sin embargo, situarse al lado de la ultraderecha y preferían llamarse a sí mismos «el centro-derecha nacional». Su primer manifiesto, en este sentido, se formuló en términos relativamente aceptables para el gran público al declarar que Vox era un proyecto que tenía por objetivos «cohesionar la Nación, conseguir la eficiencia del Estado, mejorar la calidad de las instituciones, garantizar la honradez de los responsables públicos e impulsar el crecimiento económico en beneficio de todos los ciudadanos».

Resultados de Vox por comunidades autónomas en las elecciones europeas de 2014

Alejo Vidal-Quadras, que el 27 de enero de 2014 abandonó el PP para unirse a Vox, resultó elegido a través de primarias presidente del partido y cabeza de lista para las elecciones al Parlamento Europeo de mayo.
En dichas elecciones europeas quedó en undécima posición, con 246 833 votos (un 1,57 % del total), a unos 1500 votos de conseguir un escaño. Tuvo sus mejores resultados (en porcentaje de votos) en la ciudad autónoma de Melilla con un 5,96 % de los votos y en la Comunidad de Madrid con un 3,64 % (80 557 votos). Por el contrario, los peores resultados fueron en Cataluña con un 0,31 % de los votos y en el País Vasco con un 0,55 %. Ante este fracaso, Vidal-Quadras se desvinculó del partido y José Luis González Quirós empezó a ejercer sus funciones de forma provisional.
Después, durante el verano, el partido sufrió una crisis interna, abandonando Ignacio Camuñas, Cristina Seguí, María Jesús Prieto Laffargue y el propio Vidal-Quadras el Comité Ejecutivo Nacional. Vidal-Quadras alegó cuando abandonó el partido que no quería contribuir a la dispersión del voto de la derecha ante el emergente «extremismo de izquierda de tintes totalitarios», en clara alusión al auge de Podemos. El 26 de julio se celebró una Asamblea para dar forma a unos nuevos estatutos.

### Elección de Santiago Abascal
El 20 de septiembre de 2014 Santiago Abascal fue elegido por mayoría de 1010 votos ante 99 de Ludovico López Cadé como nuevo presidente de la formación y se ratificaron los nuevos estatutos. Un mes después, se celebraron elecciones a los comités ejecutivos provinciales.
El 24 de febrero de 2015 el partido Derecha Navarra y Española se integró en Vox, pasando a denominarse Vox Navarra y manteniendo a Nieves Ciprés como presidenta de la nueva estructura organizativa.
En las elecciones al Parlamento de Andalucía de marzo de 2015, Vox no obtuvo representación, con 18 017 votos (un 0,45 % del total), acabando como novena fuerza. En las elecciones autonómicas del 24 de mayo de 2015 Vox se presentó en 9 comunidades autónomas de las 13 en las que se celebraban elecciones (Asturias, Cantabria, Castilla y León, Comunidad de Madrid, Extremadura, Castilla-La Mancha, Murcia, Comunidad Valenciana y Canarias), y en una de las dos ciudades autónomas (Ceuta); sin embargo no obtuvo representación en ninguna autonomía, obteniendo sus mejores resultados en Ceuta con un 1,27 % de los votos y en la Comunidad de Madrid con 37 043 votos (un 1,17 % del total). En las elecciones municipales, Vox se presentó en más de 120 municipios, y finalmente obtuvo un total de 22 concejales y 2 alcaldías en un total de 13 municipios en toda España.
El 27 de junio de 2015, el partido realizó unas primarias entre sus afiliados para definir al candidato para las elecciones generales de 2015. Triunfó Santiago Abascal, con el 83,84 %, frente al 15,56 % obtenido por Carmelo González.
En las elecciones generales del 20 de diciembre de 2015 Vox presentó candidatura en 31 circunscripciones.[cita requerida] La candidatura obtuvo un total de 57 753 votos (0,23 %) en las elecciones al Congreso, no logrando de esta forma ningún escaño de diputado. Tampoco obtuvo representación en el Senado.
El 5 de marzo de 2016 Santiago Abascal fue reelegido presidente en la Asamblea Extraordinaria con el apoyo del 98 % de la militancia.
En mayo de 2016 una colección de militantes del partido, entre los que se encontraban Javier Ortega (secretario general del partido) y Nacho Mínguez (presidente de Vox Madrid), entraron en Gibraltar y desplegaron una bandera española en el lado norte del peñón, consiguiendo huir a nado el primero y siendo detenido el segundo.

### Aparición mediática y ascenso electoral (2017-2019)
2017
Según Carles Ferreira, el punto de inflexión en la progresiva radicalización de Vox se produjo en enero de 2017 cuando participó en el encuentro de la derecha populista radical europea en Alemania. La cumbre euroescéptica tuvo lugar en Coblenza, donde Santiago Abascal mantuvo contactos con líderes de la extrema derecha europea como Marine Le Pen (FN); Frauke Petry (AfD) o Geert Wilders (PvV). En abril del año siguiente los dirigentes de Vox también se entrevistaron con Steve Bannon, jefe de estrategia de Donald Trump, quien, según Carles Ferreira, «claramente identificó a Vox con la tendencia de la nueva derecha en Europa».

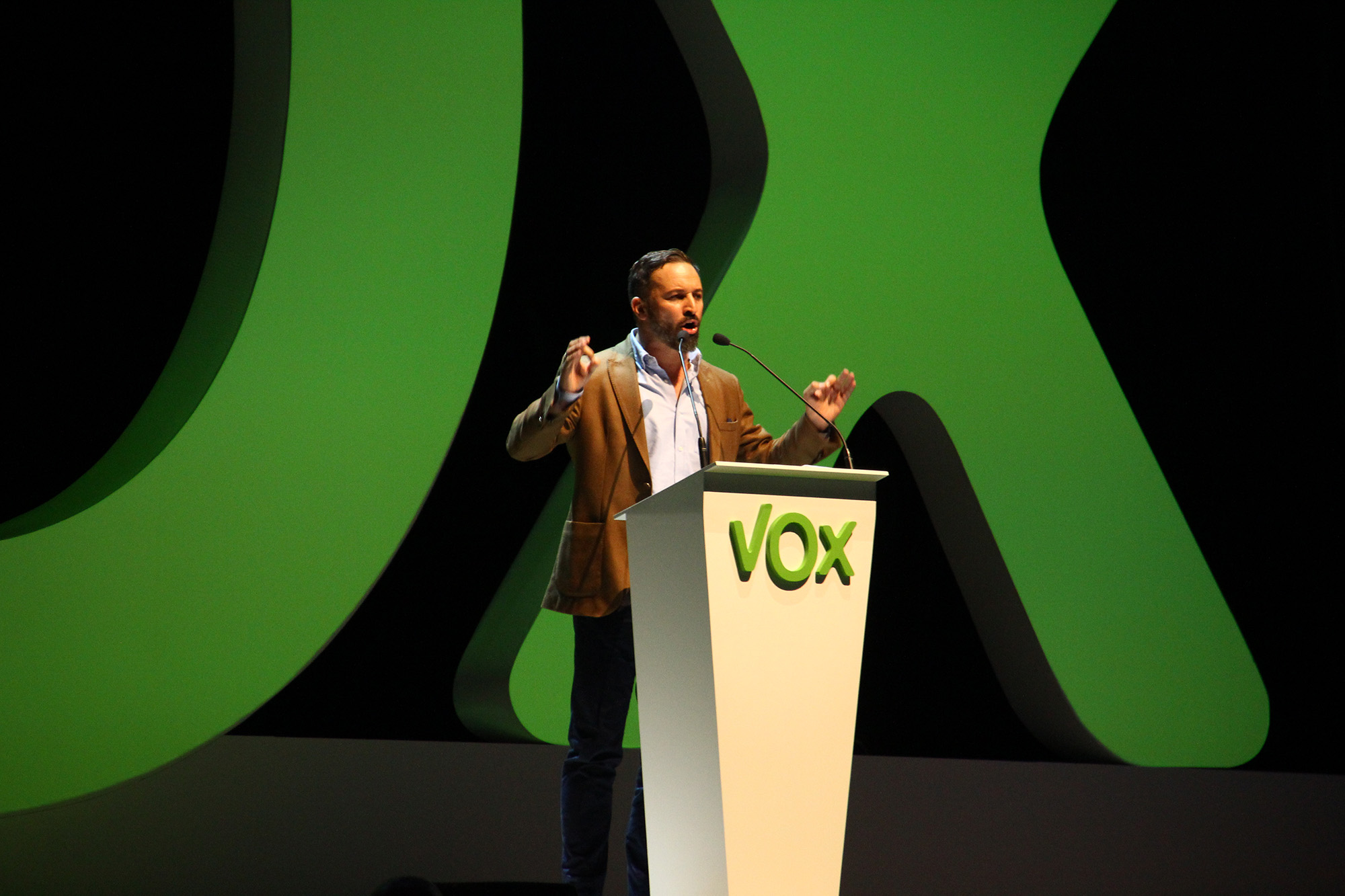
Abascal, durante un acto del partido en Vistalegre en octubre de 2018

Otro elemento clave en la radicalización de Vox fue su posicionamiento absolutamente en contra del proceso soberanista de Cataluña. Vox desempeñó un papel activo en el ámbito judicial, y presentó diversas querellas criminales contra políticos independentistas catalanes. A causa de la convocatoria del referéndum del 1 de octubre por parte del ejecutivo catalán y de la proclamación de la República Catalana el 27 de octubre de 2017, Vox se personó como acusación popular contra el antiguo ejecutivo autonómico y la mesa del Parlamento de Cataluña.
2018
A lo largo de 2017 y 2018, Vox incorporó al partido a algunos cargos electos no adscritos provenientes de Ciudadanos (Cs) y del Partido Popular (PP), como la concejala del Ayuntamiento de Jaén Salud Anguita electa por Cs o el diputado en la Asamblea de Extremadura Juan Antonio Morales, antiguo preboste del PP extremeño y caballero de honor de la Fundación Nacional Francisco Franco.
La irrupción mediática de Vox tuvo lugar el 7 de octubre de 2018 cuando celebró un gran acto del partido con más de 9000 asistentes en el Palacio Vistalegre de Madrid, al que acudieron, entre otros, el torero Morante de la Puebla, el escritor Fernando Sánchez Dragó, Salvador Monedero, y los periodistas Luis del Pino y Hermann Tertsch.
Solo dos meses se inició el gran ascenso electoral de Vox. El 2 de diciembre de 2018, se celebraron elecciones al Parlamento de Andalucía. La candidatura de Vox obtuvo 12 escaños y cerca del 11 % de los votos. En concreto, Vox obtuvo su mayor éxito en los municipios con una fuerte inmigración de fuera de la Unión Europea, como en El Ejido, pero no en todos ellos porque, según la politóloga Beatriz Acha, «no sería el contacto directo y cercano con la población inmigrante lo que motivaría el voto a este partido, sino la percepción negativa del fenómeno», como lo demostraría los votos que recibió en los barrios con rentas medias y altas de las ciudades, en los que no suele haber inmigrantes. Con los resultados Vox se significó en la prensa como el primer partido de extrema derecha con representación en un parlamento autonómico español. Como ha destacado Beatriz Acha, gracias a «sus espectaculares resultados» en las elecciones andaluzas «Vox se hizo conocido de la noche a la mañana en todo el país».
2019
El 23 de febrero de 2019, los afiliados del partido aprobaron por mayoría absoluta una reforma propuesta de los estatutos suprimiendo el procedimiento de primarias; según Abascal para controlar a los «arribistas» e «infiltrados».
El gran salto a la política nacional se produjo el 28 de abril de 2019, cuando Vox logró el 10,26 % de los votos en las elecciones generales celebradas ese día, y entró por primera vez en el Congreso con 24 diputados. En las elecciones autonómicas del mes siguiente Vox logró el 10,44 % de los votos y 10 diputados en las elecciones a las Cortes Valencianas.
Tras celebrarse las elecciones al Parlamento Europeo de 2019, Vox anunció el 13 de junio que sus tres eurodiputados (cuatro tras consumarse el Brexit) se integrarían en el Grupo de los Conservadores y Reformistas Europeos del que forman parte los partidos de ultraderecha PiS, Foro para la Democracia (FvD), Demócratas de Suecia, Organización Revolucionaria Interna de Macedonia – Movimiento Nacional Búlgaro, Solución Griega, Hermanos de Italia y Alianza Nacional (Letonia). Tras sus buenos resultados en la Región de Murcia Vox consiguió que en septiembre de 2019 se implantara allí el pin parental.

### Los 52 diputados de Vox (2019-2023)

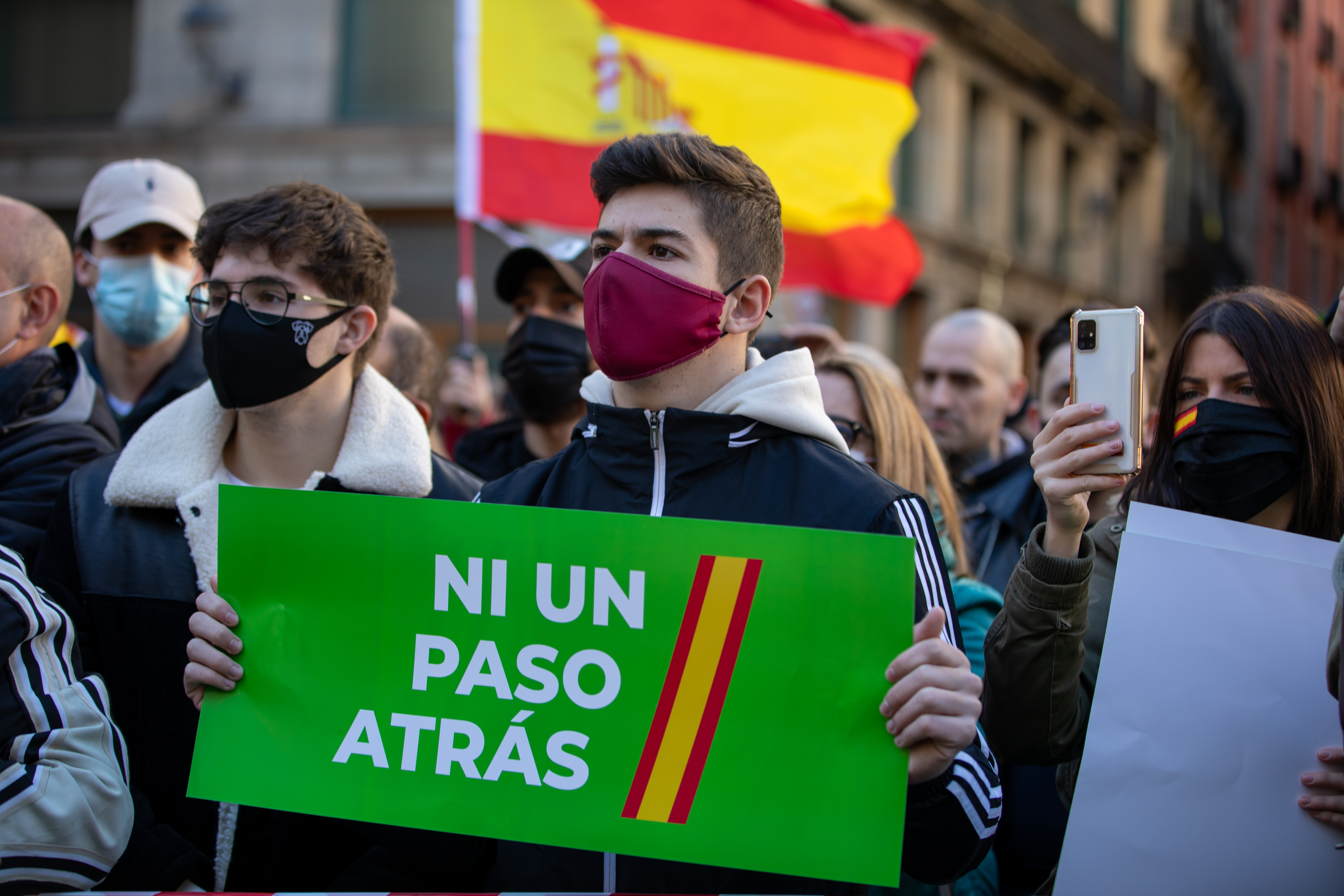
Participante en el acto del Día de la Constitución de 2020 celebrado por Vox en Barcelona

La consolidación definitiva de Vox se produjo en las elecciones de noviembre de 2019 en las que consiguió doblar el número de diputados. Logró el 15,09 % de los votos y 52 diputados en el Congreso durante la XIV Legislatura (2019-2023).
2020
El 7 de marzo de 2020 Santiago Abascal fue reelegido presidente, pues fue el único en recoger los avales y no fue necesario reeditar el proceso de primarias, por cuatro años más durante el congreso celebrado en Vistalegre (Madrid).
En septiembre de 2020, Vox anunció la creación de un sindicato, de nombre «Solidaridad» –mismo nombre que el sindicato polaco anticomunista Solidarność– con la intención de atraer el voto obrero a su formación. La ideología del sindicato se basa en el obrero-lepenismo, está en contra de la inmigración ya que constituye mano de obra barata que penaliza al obrero español y también en contra de la Agenda 2030.
También anunció la creación de su propia fundación, llamada Fundación Disenso.
En octubre de 2020 Vox solicitó la intervención del Ejército y de las Fuerzas y Cuerpos de Seguridad del Estado para frenar la llegada de inmigrantes irregulares a las islas Canarias. La Armada Española respondió, recordando que «sus buques deben rescatar a las pateras, no bloquearlas» y que «hay cualquier barco de guerra de España se encuentra con una patera en una situación en donde la vida de los que están en ella está en peligro, su obligación de todo tipo es rescatarlos, y eso es lo que se haría».
En el año 2020, el grupo parlamentario Vox se convirtió en el más activo del Congreso de los Diputados al registrar un total de 1337 propuestas, siendo la más destacada la moción de censura con Santiago Abascal como candidato, que no logró el apoyo de ningún otro grupo.
En dicho año Vox también interpuso un recurso de inconstitucionalidad al Tribunal Constitucional para determinar si el estado de alarma decretado por el gobierno en marzo (a causa de la pandemia de la COVID-19) era o no constitucional. Finalmente el TC daría la razón a la formación de Abascal, declarando inconstitucionales en julio de 2021 varios preceptos del Real Decreto 463/2020 por el que se aprobó el primer estado de alarma.
2021
Tras las elecciones autonómicas catalanas de 2021, la Fiscalía abre una investigación por delito de odio al partido, tras los mensajes de Stop Islamización durante la campaña electoral.
En las elecciones a la Asamblea de Madrid de 2021 celebradas el 4 de mayo Vox utilizó un cartel muy polémico en el que aparecían los rostros de un joven enmascarado con los ojos pixelados y el de una anciana con el rótulo entre ambos: «Un mena 4700 euros al mes. Tu abuela 426 euros de pensión/mes», datos que fueron desmentidos por la Consejería de Políticas Sociales, Familias, Igualdad y Natalidad de la Comunidad de Madrid. El cartel fue denunciado ante los tribunales por incitar al odio hacia ese colectivo, pero el 5 de julio la Audiencia Provincial de Madrid no lo consideró delictivo. En su resolución el tribunal alegó que los «menas» (menores extranjeros no acompañados) representan «un evidente problema social y político». El posterior recurso de la Fiscalía contra el archivo de las diligencias abiertas también fue desestimado por la Audiencia Provincial de Madrid.
En agosto de 2021, la diputada de Vox en las Corts Valencianes solicitó su salida del grupo parlamentario por discrepancias ideológicas y por sentirse constantemente ninguneada.
Al igual que en 2020, Vox interpondría otro recurso de inconstitucionalidad acerca del segundo estado de alarma que se decretó en España. El 27 de octubre el TC daría de nuevo la razón a Vox, declarando nulos determinados preceptos del Real Decreto 926/2020.
2022
El 29 de enero de 2022 Vox fue el anfitrión de una cumbre de la ultraderecha europea con la finalidad de unificar los dos grupos del Parlamento Europeo en que se encuentra dividida (Identidad y Democracia y Grupo de los Conservadores y Reformistas Europeos, este último al que pertenece Vox) pero no se logró alcanzar ese objetivo aunque sí se dio un paso adelante con la creación de una «oficina de coordinación» entre los dos grupos para votar conjuntamente en determinados temas. La cumbre tuvo lugar en plena crisis ruso-ucraniana de 2021-2022 sobre la que Santiago Abascal evitó pronunciarse remitiéndose al comunicado final que recogía un acuerdo de mínimos entre atlantistas, encabezados por el PiS, y prorrusos encabezados por el Fidesz: «Las acciones militares de Rusia en la frontera oriental de Europa nos han conducido al borde de una guerra».
En marzo se suprimen las primarias en el partido para no <<generar zozobra y enfrentamiento>> territorial. A partir de ahí los poderes provinciales serán elegidos a dedo por la cúpula del partido.
El 10 de marzo de 2022 Vox ocupó por primera vez la presidencia de un parlamento autonómico en virtud del pacto alcanzado con el PP de Castilla y León para gobernar conjuntamente esa comunidad autónoma (Vox ocupará la vicepresidencia y tres consejerías). En el programa de legislatura acordado se recogen varios de los puntos del ideario de Vox como las referencias a la «violencia intrafamiliar», a la «inmigración ordenada» o la reivindicación de «nuestra historia común, entendida como elemento integrador para la reconciliación, combatiendo cualquier intento de quienes tratan de utilizarla para dividir a los españoles».
El 1 de abril de 2022 se celebró por vía telemática la Asamblea General Ordinaria de Vox en la que nadie se opuso a la propuesta de la dirección de que los delegados provinciales sean designados por el Comité Ejecutivo Nacional y no elegidos mediante primarias como hasta entonces.
En febrero se 2022 estallaba una crisis dentro del Partido Popular a causa de un intento fallido del secretario general Pablo Casado de echar a Isabel Díaz Ayuso por un contrato millonario del cual se beneficiaba el hermano de la presidenta madrileña. Este hecho provocó una subida de Vox, que llegó a estar en algunos sondeos como segunda fuerza política, logrando el sorpasso al PP. Incluso pasados unos meses ambos partidos de derecha parecían igualar resultados en los sondeos, aunque como se preveía, poco a poco el PP acabaría remontando.
El 20 de abril de 2022 Vox entró a formar parte de un gobierno por primera vez en su historia. Ese día tuvo lugar la toma de posesión de los cuatro representantes de Vox en el gobierno autonómico de Castilla y León: el vicepresidente, sin cartera, Juan García-Gallardo y los consejeros de Cultura, Gonzalo Santonja; de Agricultura, Gerardo Dueñas; y de Industria y Empleo, Mariano Veganzones.

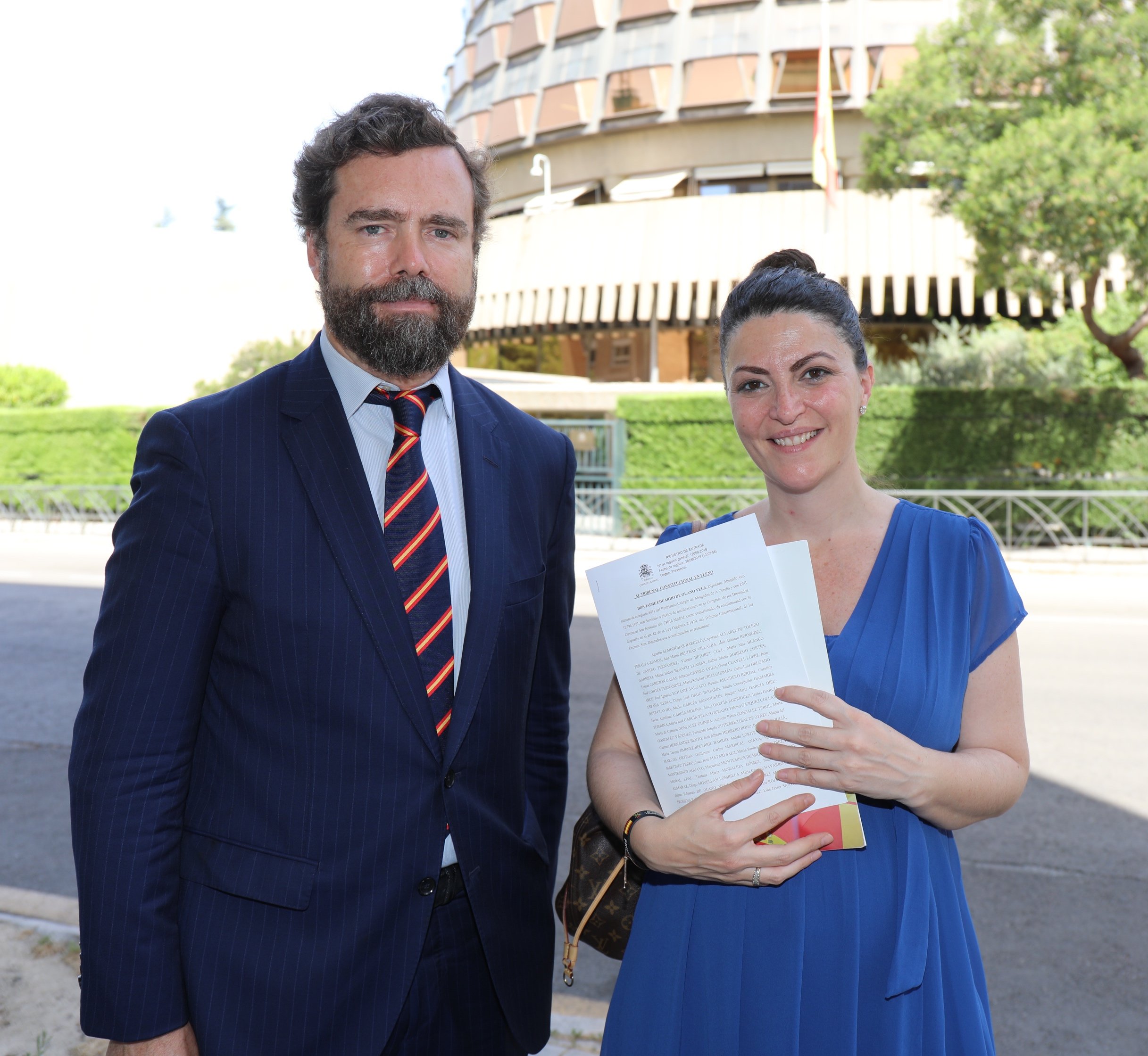
Iván Espinosa de los Monteros y Macarena Olona en 2019; cuando eran portavoz y secretaria general del grupo parlamentario respectivamente. Ambos abandonarían posteriormente sus puestos orgánicos, manteniendo el primero la afiliación mientras la segunda creaba su propio partido

El 19 de junio de 2022 Vox llegaba a las elecciones en Andalucía con Macarena Olona al frente y con el objetivo de formar gobierno con Juanma Moreno, al frente del PP andaluz. Vox mejoró sus resultados logrando 14 escaños (2 más que en las elecciones anteriores), pero la inesperada mayoría absoluta de Moreno evitó que Vox pudiera siquiera intentar formar parte del gobierno andaluz. Además, la victoria aplastante del PP hizo que ganasen más apoyos por parte de votantes socialistas y de Vox, haciendo bajar al partido de Santiago Abascal en los sondeos a niveles de las elecciones generales de 2019.
2023
En marzo vuelven a realizar una moción de censura en la que presentan al que fuera miembro del PCE, Ramón Tamames, como alternativa a la presidencia del Gobierno. Nuevamente cosechan un fracaso al obtener solo 53 votos a favor, los de sus diputados y uno del diputado tránsfuga de Ciudadanos Pablo Cambronero. El PP y los Partidos regionalistas UPN y Foro Asturias decidieron abstenerse por su parte.
En las elecciones municipales y autonómicas del 28 de mayo de 2023 el partido mejora sus resultados a nivel general y se convierte en una formación clave para que el Partido Popular acceda a la mayoría de gobiernos autonómicos y municipales de España. Vox es fundamental en la investidura de la mayoría de los nuevos presidentes autonómicos del PP, habiendo realizado previamente un pacto específico para cada comunidad. Los pactos establecían una hoja de ruta a seguir de tendencia conservadora e incluso la entrada en el ejecutivo regional, formando un gobierno de coalición con el PP. De este modo, además de en Castilla y León, Vox pasa a formar parte de los gobiernos de Extremadura, Aragón y la Comunidad Valenciana. Como excepción, en la Región de Murcia Vox bloqueó la investidura del presidente del PP Fernando López-Miras al no dejarles éste formar parte del gobierno (finalmente si entraron en su gabinete). Vox entra también en algunos ayuntamientos, siendo los municipios más grandes el Ayuntamiento de Valladolid y el Ayuntamiento de Gijón (del que sería expulsado en octubre de 2023).

### Declive electoral: 33 diputados (desde 2023), financiación, manifestaciones y huelgas ilegales

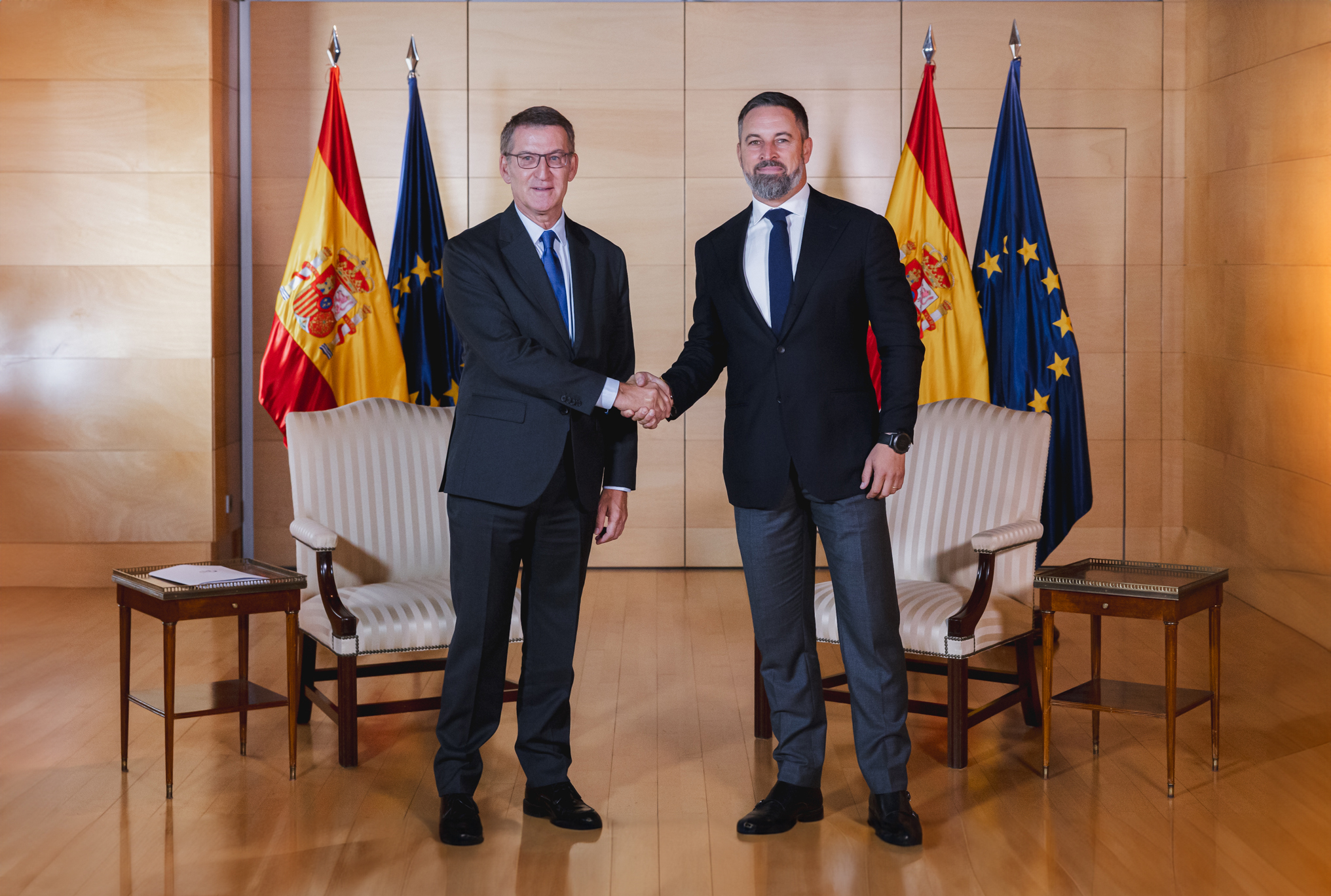
Reunión de Santiago Abascal con Alberto Nuñez Feijóo (septiembre de 2023). Durante la campaña electoral del 23-J se confabuló sobre la entrada de Vox en un posible Gobierno de Feijóo en caso de que la derecha obtuviera una mayoría suficiente, que no se produjo.

Al día siguiente de las elecciones del 28-M, el presidente Pedro Sánchez convoca elecciones generales para el 23 de julio de 2023 En dichas elecciones Vox vuelve a presentar a Santiago Abascal como candidato a la presidencia del Gobierno. Las candidaturas presentadas por Vox obtuvieron el 12,4 % de los votos. La proporcionalidad del sistema electoral español les otorgó 33 escaños, el 9,4 % del Congreso de los Diputados. Vox se convirtió de nuevo en la tercera fuerza más votada a nivel nacional, aunque con 19 diputados menos respecto a los 52 que consiguió en las elecciones de noviembre de 2019. Con el número de diputados obtenidos no podrá recurrir ninguna norma al Tribunal Constitucional ni presentar mociones de censura. Según la cúpula del partido, y tal como se mostró en datos difundidos post-elecciones, su gran retroceso se debió principalmente al llamamiento por parte del Partido Popular al voto útil, que además hubiera abierto la posibilidad a un gobierno de coalición PP-Vox. Además otros medios achacan el retroceso al haber estigmatizado a Vox como partido ultraderechista, a lo que ha contribuido las maneras de sus políticos, lo que ha provocado un rechazo en la ciudadanía. Personajes importantes dentro del Partido Popular también cargaron contra el líder popular, Núñez Feijóo, por demonizar y atacar excesivamente a Vox en su campaña electoral. Víctor Sánchez del Real, uno de los fundadores del Partido y que había sido excluido de las listas, hablaba de la realización de «experimentos» que habrían llevado al votante al descontento y a no votarles.
El 8 de agosto de 2023, el hasta entonces portavoz de Vox en el congreso, Iván Espinosa de los Monteros, hace pública mediante una rueda de prensa su renuncia al cargo de diputado en el congreso, basando esta determinación en razones de carácter personal. No obstante, manifestó la intención de mantener su afiliación a Vox. Macarena Olona, que en su día también abandonó el partido por motivos de salud, le mostraba su apoyo y advertía que no toleraría los ataques de la formación al exportavoz como en su día recibió ella. Espinosa de los Monteros ya había hablado con Abascal advirtiéndole del ascenso del ala falangista, liderada por Jorge Buxadé y Javier Ortega Smith, en el partido. Esa misma teoría se vio apoyada por el que fuera portavoz parlamentario en las comisiones de Asuntos Económicos y vocal en las de Hacienda, Presupuestos o Pacto de Toledo, Rubén Manso que hablaba de una Partitocracia al estilo estalinista dentro del partido. En la Comunidad Valenciana ocurría con el ascenso del bando ultracatólico con José María Llanos y la destitución de Ana Vega en el mes de diciembre.
En agosto de 2023 el exvicepresidente del partido, Juan Jara, pedía la dimisión de Abascal al que consideraba un estorbo para la consecución de los objetivos y tachaba de ser «un vago al que no le gusta trabajar» y cuyo deporte preferido es «el de traicionar a la gente», sobre todo por «la violencia institucional». El 10 de agosto de 2023, Juan Luis Steegmann, médico pro-vacunas que fue señalado por muchos votantes de Vox por ese motivo y al que le correspondía ocupar la vacante dejada por Espinosa de los Monteros, renunció a todos sus cargos en Vox y al acta de diputado. Finalmente en mayo de 2024, apoyándose en el papel que había cogido Buxadé en el partido y las declaraciones de García-Gallardo en las que pedía una «distribución equitativa de la propiedad privada», Steegmann dejaba también la militancia por el acercamiento del partido al «distribucionismo, el estatalismo y el neofalangismo que van contra de la base fundacional de Vox».
El miércoles 16 de agosto, en la víspera de constituirse las Cortes, Abascal exigió que Vox contara con una vicepresidencia en la Mesa del Congreso. Un día después, tras votar a su propio candidato, Ignacio Gil Lázaro, se quedó sin ningún representante en la Mesa, pues el Partido Popular decidió no cederle un puesto que había sido pactado si votaban a Cuca Gamarra, pasando así a ser el único de los grandes partidos de carácter estatal (tercero en número de escaños) sin representación. Un mes después, en la sesión de investidura de Alberto Núñez Feijóo, Vox vota a favor del candidato, quedándose éste a cuatro diputados de la mayoría necesaria.
Con este marco la tercera edición de la fiesta anual VIVA que se venía celebrando desde 2021 quedó anulada sine die. Si bien la versión oficial culpaba a «la imposibilidad de conocer el escenario político que viviremos en las próximas semanas» desde algunos medios se hablaba de una falta de ingresos y subvenciones públicas debido a la bajada de escaños. Esta bajada de escaños hacía que de ganar algo más de un millón cien mil euros pasara a cobrar algo menos de setecientos mil. Además perdía 3274,75 euros mensuales por no tener la Vicepresidencia de la Mesa ni haber logrado ninguna secretaría.
Tras descubrirse que Vox desvió un total de siete millones de euros a la fundación de Abascal, Fundación Disenso, dos cargos de la cúpula fueron cesados y pusieron en su puesto a Buxadé, confirmando así el ascenso del ala falangista. También fueron acusados de pitufeo, una práctica para blanquear dinero, en sus donaciones y de opacidad en dichas donaciones por el Tribunal de Cuentas. Cuando se le pidió justificar los ingresos de 2019, año con mayores ingresos, se intentó hacer con recibos de 2022.
Sobre esas mismas fechas la única consejera de Vox en Extremadura dimitía por discrepancias con la dirección nacional y dejaba el mensaje «Tres nombres; Audax, Ditalco y Minuro, han pasado a la historia como los más infames turdetanos. Roma no pagó traidores pero si la muerte de Viriato. El Pastor que llegó a Caudillo, y con honor defendió Hispania (Extremadura) de traidores y cobardes». También la dirección nacional cesó al portavoz adjunto del Parlament balear y líder del partido en Menorca, Xisco Cardona, por votar junto a su compañero Gabriel Le Senne medidas que ayudarían a la gobernabilidad del Partido Popular, su socio de Gobierno en el archipiélago, pero son contrarias a las directrices que le son mandadas desde la Península Xisco Cardona abandonaba Vox declarando «Nos hemos pegado un tiro en el pie y otro en la cabeza» También fue expulsada la jefa de prensa Carla Sarabia. Tras amagar con rebelarse otros miembros de Baleares y otras CCAAs, la dirección del partido decidió dar más autonomía a los representantes autonómicos.
Santiago Abascal el día 7 de noviembre, tras encabezar las manifestación ilegal contra la Ley de Amnistía del día anterior en la que hubo incluso un detenido candidato de Vox, se gritaron consignas contra el Gobierno y Felipe VI y presencia de neonazis subvencionados de una plataforma afín al partido; llamó a las fuerzas y cuerpos del seguridad del Estado a la rebelión, delito tipificado en el Código Penal del Reino de España, para la que se iba a celebrar ese mismo día. En la manifestación, de nuevo ilegal, del día 7 también acudieron miembros de Vox como el eurodiputado Hermann Tertsch, el vicepresidente de Castilla y León y Pepa Millán, que volvió a llamar a la rebelión.
El día 9, el líder del partido volvía a manifestarse ilegalmente frente a la sede del PSOE donde un grupo de personas tras exhibir simbología de extrema derecha y lanzar proclamas fascistas, rompieron el perímetro de seguridad, lanzaron objetos a los agentes y a la prensa y quemaron contenedores y motocicletas. Llegada las 22:00 la Policía, bajo el auspicio de la «Ley Mordaza» que no permite las manifestaciones a partir de esa hora, cargó por tercer día consecutivo contra los manifestantes.
Ese mismo día sufría un intento de asesinato Alejo Vidal-Quadras, uno de los fundadores y exmiembro de Vox y a través de quien era financiado el partido por Consejo Nacional de Resistencia de Irán. Todo apuntaba según el propio Vidal-Quadras al Gobierno iraní.
El día 13 de noviembre Vox y su sindicato Solidaridad, en el marco de la Ley de amnistía, hicieron un llamamiento a la huelga general que celebraron el día 24 de noviembre. A pesar de haber presentado la huelga en tiempo, al menos diez días antes, está era ilegal debido a que su reivindicación era estrictamente política, «Frente a la Igualdad. Frente a la traición», y no estaba relacionada con reivindicaciones laborales. Además habría otros requisitos que no cumpliría el sindicato (nunca han negociado convenios colectivos y no se presentaron a las elecciones a comités de empresa y delegados de personal). Un día después Vox se querelló contra el presidente del Gobierno en funciones, Pedro Sánchez, por la amnistía y pidió al Tribunal Supremo la suspensión cautelar de la investidura. Esta petición fue rechazada por el Tribunal, en la querella Santiago Abascal se olvido de poner qué delito cometió Pedro Sánchez, si es que es contra quien se iban a querellar, y por qué motivo se querellaba por lo que no salió adelante. Días después, el 4 de diciembre, Vox anunció que rompía relaciones con el PP por no colaborar conjuntamente en contra de la amnistía. Sin embargo mantienen su colaboración en las comunidades autónomas donde cogobiernan.
Ese mismo mes Javier Ortega Smith, vicepresidente y concejal del Ayuntamiento de Madrid, buscó los avales con los que poder presentarse el año siguiente a secretario general del partido. 

### 2024
En abril de 2024, cinco meses después de la dimisión de Xisco Cardona diputado de Vox en las Islas Baleares por diferencias con la Secretaría General, dimitió en bloque toda la dirección de Vox en la comunidad autónoma en un nuevo capítulo de desavenencias internas en Vox Baleares.
A pesar de las disputas internas en esa región, en el ciclo electoral de 2024 marcado por 4 convocatorias electorales en menos de 4 meses, gallegas, vascas, catalanas y europeas), el partido consiguió mejorar, en mayor o menor medida, su resultado en todas ellas tanto en número de votos como en porcentaje. Así, si bien este crecimiento resultó insuficiente para entrar en el Parlamento de Galicia o aumentar sus diputados en los parlamentos vasco o catalán donde mantuvieron los que ya tenían, en el Parlamento Europeo consiguieron 2 escaños más que en las elecciones anteriores manteniéndose como la 3.ª fuerza más votada al aumentar su porcentaje de voto casi 3 puntos y medio.
En julio de 2024 es condenado por el Tribunal de Cuentas a pagar más de 233 000 euros por infracciones muy graves por financiación irregular en 2018 y 2019.

### 2025
En una reunión en Madrid en febrero cargos y excargos del partido, bajo la denominación de Mesa del Movimiento Pro Refundación Vox y el lema Fuerza y Honor, exigieron mediante un comunicado una reunión con Abascal por su responsabilidad con la ruptura con el Partido Popular, su «mala praxis económica» y «el posicionamiento internacional» del partido en el grupo parlamentario de europeo de extrema derecha Patriotas por Europa. En el comunicado denunciaron la «ausencia» de democracia interna, el «miedo a represalias e injurias» hacia quien «se atreve a hablar», la «anulación» del derecho a opinar y la «nula transparencia» en el manejo de los fondos y concluían afirmando que «nada queda ya del espíritu de regeneración de la vida pública que inspiró la creación de Vox».
Paralelamente y coincidiendo con la dimisión de Juan García-Gallardo, la plataforma Encuentra tu Vox formada por miembros de Vox Castilla y León, igualmente críticos con la deriva del partido, acusaron Vox de estar «desconectados de la realidad», instaron a «reafirmar su lealtad a los principios fundacionales del partido» y a que se restableciera en los Estatutos del partido la convocatoria de primarias, suprimida en 2022
Un mes después la Fiscalía Anticorrupción abrió una investigación a Vox por financiación irregular, conocida como Caso Huchas de Vox, a fin de verificar si el partido disfraza una financiación ilegal con puestos callejeros. Finalmente el Tribunal de Cuentas multó a Vox con 862 000 euros por una infracción muy grave por no respetar los requisitos de legalidad al recibir las donaciones en 2018, 2019 y 2020.
Además salió a la luz que Vox incumplió el artículo 133.3 de la ley electoral al ocultar el préstamo de 6,5 millones de euros para financiar la campaña electoral de 2023 por parte del banco húngaro Magyar Bankholding, vinculado a Viktor Orbán.
En julio fue de nuevo condenado por el Tribunal de Cuentas, en esta caso por recibir donaciones finalistas (recaudadas con un fin concreto). La multa fue de 50 000 euros.

## Ideología

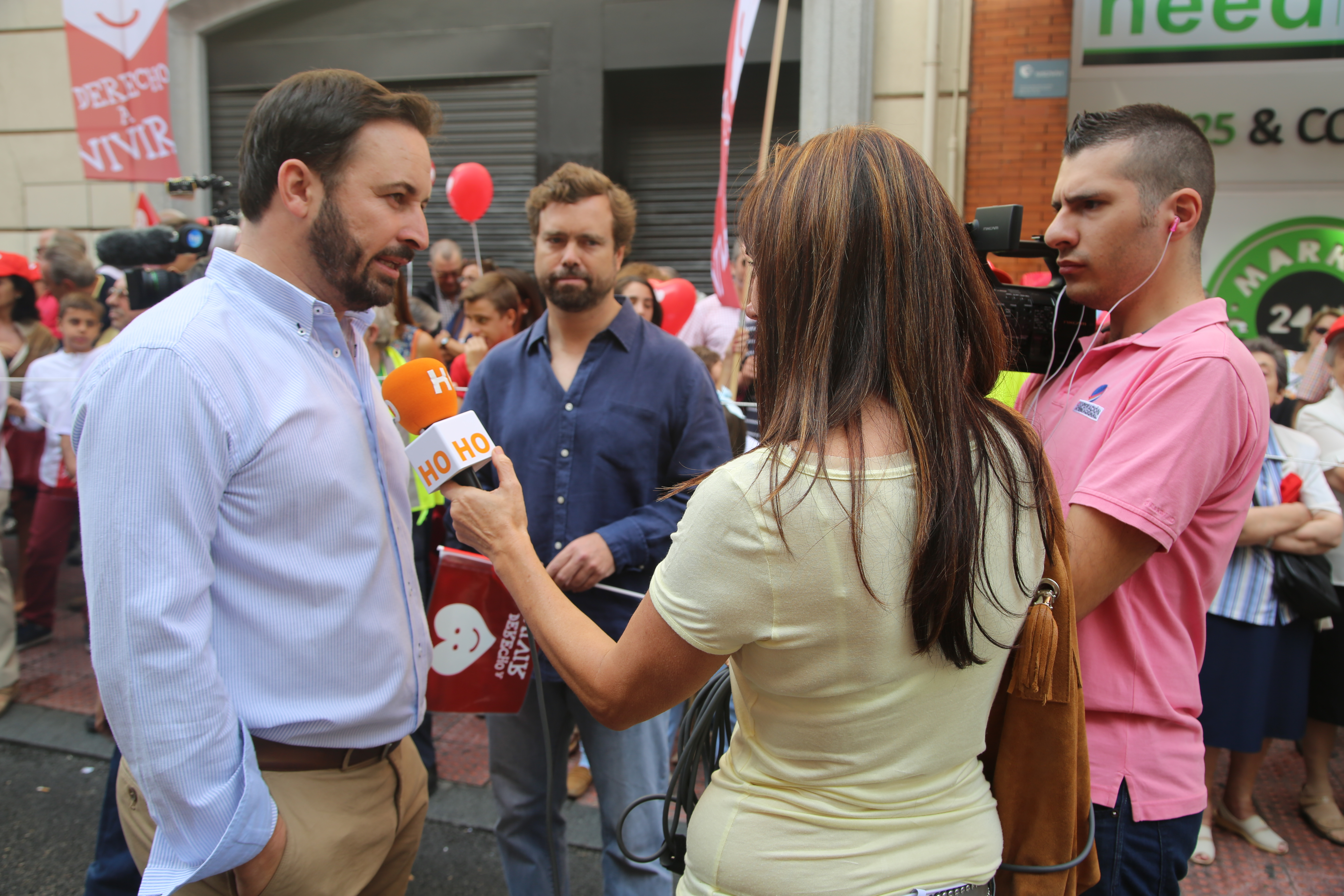
Entrevista a Santiago Abascal durante la V Marcha por la Vida; Iván Espinosa de los Monteros al fondo en segundo plano, 2014

Los politólogos e historiadores que han estudiado la ideología de Vox coinciden en situarla en la extrema derecha, ultraderecha o derecha radical. Entre los rasgos que la identifican como ultraderecha o extrema derecha (o derecha radical) estos expertos (Cas Mudde, Universidad de Georgia; Xavier Casals, Universidad Ramon Llull; Beatriz Acha, Universidad Pública de Navarra; Cristina Monge, Universidad de Zaragoza; Jorge Urdánoz, Universidad Pública de Navarra; Steven Forti, Universidad Autónoma de Barcelona; Emilio Gentile, Universidad de Roma La Sapienza; Carles Ferreira, Universidad de Kent; Eva Anduiza, Universidad Autónoma de Barcelona; Louie Dean Valencia-García, Centre for Analysis of the Radical Right; Stuart J. Turnbull-Dugarte, Universidad de Southampton; José Rama, King's College de Londres; Andrés Santana, Universidad Autónoma de Madrid; Anne Applebaum, Instituto Legatum de Londres; Joan Maria Thomàs, Universidad Rovira i Virgili; Millán Arroyo, Universidad Complutense de Madrid; Belén Fernández, Universidad de La Coruña; y Mateo Ballester, Universidad Complutense de Madrid) han señalado los siguientes:

### Ultranacionalismo (o «ultra-españolismo»)
Según la politóloga Beatriz Acha, «el ultranacionalismo es el hilo que cose sus propuestas, y que vincula a Vox con el ideario de otras formaciones de ultraderecha española y europea». Acha recuerda que ese fue el motivo por el que nació Vox: «la supuesta debilidad mostrada por los dirigentes populares hacia los nacionalismos de ámbito no estatal» (de hecho al principio Vox se llamó a sí mismo el «centro-derecha nacional»). «Un desacomplejado nacionalismo español vertebra y está constantemente presente en el discurso, las propuestas y la escenografía de Vox», subraya Carles Ferreira. «Nacionalismo español sin complejos», subraya Joan Maria Thomàs. Anne Applebaum y Xavier Casals coinciden en recordar que el primer lema de campaña utilizado por Vox fue Hacer a España grande otra vez, copiado del Make America Great Again de Donald Trump. Vox considera que la unidad nacional española está amenazada por los nacionalismos periféricos (Iván Espinosa de los Monteros le dijo a Anne Applebaum: «Nadie cuestiona la nación en otras partes del mundo, nadie cuestiona tus instituciones básicas, tu bandera, tu himno, tu presidente, tus instituciones democráticas, tu Tribunal Supremo. Estas son cosas que no se cuestionan en ninguna otra parte del mundo»). Como solución Vox propone acabar con el Estado de las Autonomías y establecer «un Estado fuerte» centralizado («Un solo Gobierno y un Parlamento para toda España») al servicio de las necesidades de la nación española, entendida esta no como el conjunto de los ciudadanos españoles sino de forma «esencialista» al incluir también a las generaciones muertas y a las que aún no han nacido. Así, Vox defiende la «España viva» que contrapone a la «anti-España» (los «separatistas» y los «comunistas»). En este sentido, sus miembros se reivindican a ellos mismos como «la resistencia ante la estrategia planificada de liquidar nuestra nación», porque como dijo uno de los oradores del mitin de Vistalegre de 2018, España «ni se discute ni se cuestiona: se defiende y se honora. La nación nos llama». Según Carles Ferreira, «el objetivo [de Vox] es alcanzar un Estado monocultural y mononacional» y para ello se propone suprimir «los proyectos nacionales alternativos de las minorías catalana y vasca». Y por eso defiende la ilegalización de los partidos y organizaciones que «persigan la destrucción de la unidad territorial de la Nación y de su soberanía», además de dotar de la «máxima protección legal a los símbolos de la nación», especialmente el himno, la bandera y la Corona, aseverando que «ninguna afrenta a ellos debe quedar impune». Y también la lengua española. Por eso Vox se opone al bilingüismo en los territorios que cuentan con lengua propia: «No vamos a consentir que conviertan a nuestro país, a nuestra nación, en una torre de Babel», se afirma en uno de sus manifiestos. También se propone un «plan integral para el conocimiento, difusión y protección» de la identidad nacional y de la aportación de España a la civilización y a la historia universal, con especial atención a las gestas y hazañas de nuestros héroes nacionales». Todo ello responde a una concepción de la españolidad «fuertemente arraigada en mitos etnonacionales» como la colonización de América o la Reconquista (en la campaña de las elecciones andaluzas de 2018 Vox publicó un video en el que aparecía Santiago Abascal montando a caballo, recreando la expulsión medieval de los musulmanes de España, al ritmo de la banda sonora de El señor de los anillos). La definición monocultural de la nación española también tiene como consecuencia el rechazo radical al multiculturalismo y la crítica a la sociedad abierta. Asimismo el ultranacionalismo de Vox le lleva a anteponer «las necesidades de España y de los españoles a los intereses de oligarquías, caciques, lobbys u organizaciones supranacionales», como se dice en uno de sus programas. Así, Abascal pidió «a la Unión Europea y a cualquier otra institución internacional respeto por nuestra soberanía, identidad y leyes». De ahí que Vox se identifique con las posiciones euroescépticas, como las que defiende el grupo de Visegrado (la primacía de los Estados sobre la Unión). Por otro lado, además de la oposición al Estado de las Autonomías, Vox ha asumido otros temas de la extrema derecha tradicional, como el irredentismo sobre Gibraltar o la exaltación de la españolidad de Ceuta y Melilla, ciudades donde propone construir un «muro infranqueable» para detener la «invasión migratoria».

### Nativismo
«La combinación de una posición etnonacionalista con un mensaje xenófobo es lo que convierte a Vox en una organización nativista», afirma Carles Ferreira. Sin embargo, la retórica xenófoba es menos acusada en Vox que en otros partidos europeos de extrema derecha, puntualiza Beatriz Acha. Según Ferreira, «Vox expresa una ideología nativista basada en la lucha contra los enemigos internos —el «separatismo»— y contra los enemigos externos —los «globalistas» y la inmigración, especialmente la musulmana—». «[Tenemos] un objetivo muy claro: ¡los españoles estarán primero! Y un compromiso irrenunciable, ¡el de que juntos haremos a España grande otra vez! ¡Viva España y viva el rey!», dijo al final de un discurso Javier Ortega Smith. El componente xenófobo se dirige fundamentalmente contra los musulmanes (islamofobia) y así Vox pide que se excluya la enseñanza del islam en la escuela pública, que se prohíba abrir mezquitas financiadas por terceros países (o por nacionales de un país en el que no se permite abrir iglesias) y que se expulse a los imanes «que propaguen el integrismo, el menosprecio a la mujer, o la yihad». Con motivo de las elecciones andaluzas de 2018 Vox publicó un video en el que se mostraba un reportaje imaginario en que se anunciaba la conversión de la mezquita de Córdoba en un lugar de culto exclusivo para los musulmanes. Otro ejemplo de la islamofobia de Vox es el tuit que escribió Santiago Abascal dando crédito a la fake news de que el incendio de la catedral de Notre Dame de París había sido provocado y de que «cientos de musulmanes» lo estaban celebrando en la capital francesa. El texto decía: «Los islamistas que quieren destruir Europa y la civilización occidental celebrando el incendio de #NotreDame» (en referencia a una imagen que parecía mostrar personas con apellidos árabes publicando emoticones de risa bajo fotos del incendio en Facebook). «Tomemos nota antes de que sea tarde». La islamofobia se enmarca en el mensaje antiinmigración ―que Vox comparte con el resto de la ultraderecha europea― al considerar a los inmigrantes, especialmente si son musulmanes, una amenaza a la identidad y a la seguridad de los «nacionales». Por eso Vox defiende medidas como «la expulsión de los inmigrantes ilegales y de los que delinquen, el incremento del gasto en defensa, el fortalecimiento de las fronteras (incluyendo la construcción de un «muro infranqueable» en Ceuta y Melilla), el aumento de las exigencias para la concesión de la nacionalidad española, la supresión del arraigo como vía rápida para acceder a la misma, etc.». También se propone la eliminación del acceso gratuito a la sanidad para los inmigrantes ilegales y el copago para los legales con menos de diez años de residencia en España. Vox suele hablar de «invasión migratoria» —una expresión habitual entre la ultraderecha europea— por lo que propone aplicar «tolerancia cero» a la inmigración (ilegal), identificada con la delincuencia —y con el abuso del estado del bienestar—. Por eso se propone suspender el espacio Schengen para que no «lo aprovechen las mafias de la inmigración ilegal para introducir personas». Santiago Abascal así lo advirtió: «España quiere que nuestras abuelas puedan caminar tranquilamente por la calle sin que un delincuente, sea español o extranjero, aunque mayoritariamente son extranjeros, le tire del bolso». Una diputada de Vox puso como ejemplo la Polonia del PiS, partido ultracatólico con el que Vox mantiene buenas relaciones. En un Twit, que iba acompañado de un video en el que aparecía una multitud portando antorchas por las calles de Polonia (y que había descargado de un canal de propaganda nazi, lo que causó un pequeño escándalo), decía lo siguiente: «Polonia no alimentará extranjeros mientras nuestros hijos pasan hambre. Hay una Europa fiel a sus raíces. Que no se arrodilla ante la dictadura progre. En la cooperación de esas naciones libres y soberanas creemos. Sin que nadie venga a imponernos dogmas ideológicos». Otro ejemplo del nativismo de Vox fue el cartel que difundió en las elecciones a la Asamblea de Madrid de 2021 en el que aparecían los rostros de un joven enmascarado con los ojos pixelados y el de una anciana con el rótulo entre ambos: «Un mena 4700 euros al mes. Tu abuela 426 euros de pensión/mes». Un último ejemplo del nativismo de Vox es la propuesta de reducir un 10 por ciento las cotizaciones de las empresas si realizan nuevos contratos indefinidos «para trabajadores de nacionalidad española en situación de desempleo». En unos cursos impartidos por la comunidad autónoma de Castilla y León, con la garantía de Vox, se enseñó que «de ninguna manera Al-Andalus puede entenderse como una parte de España». Vox presentó una propuesta exigiendo que se suspendiera la nacionalidad española de todo persona procedente de un país supuestamente musulmán.
El 7 de julio, la diputada Rocío de Meer Méndez, vocal del Comité Ejecutivo Nacional de Vox, en una rueda de prensa junto a Samuel Vázquez, portavoz de Asuntos de Interior, habló de la necesidad de deportar hasta ocho millones de inmigrantes, incluyendo a los descendientes nacidos en el país, para preservar la identidad cultural española y mejorar la seguridad: «Será un proceso complejo, pero tenemos derecho a sobrevivir como pueblo». Posteriormente, Santiago Abascal declaró que «Vox no ha dicho el número de los que quieren ser deportados. Simplemente porque no lo sabemos».

### Conservadurismo y catolicismo
Vox ha asumido la defensa de los valores tradicionales católicos en lo que evidencia «ciertas similitudes con el discurso de otros partidos de ultraderecha» «franquista y/o falangista», según la politóloga Beatriz Acha. Una valoración que coincide con la del historiador Joan Maria Thomàs. El historiador italiano Emilio Gentile, por su parte, ha afirmado que «Vox profesa una ideología nacionalista de inspiración católica». Thomàs está de acuerdo: Vox pretende la «reforma del Estado en sentido ultranacionalista y católico». Louie Dean Valencia-García ha identificado a Vox como «nacionalcatólico». «Hoy nos dirigimos a todos aquellos creyentes que han visto profanados sus templos, insultada su fe e incluso arrancados sus símbolos religiosos», se dijo en el mitin de Vistalegre de 2018. Así, Vox se posiciona en contra de la eutanasia, del matrimonio entre personas del mismo sexo y del derecho al aborto y hace un fuerte énfasis en la defensa de la familia conformada por un hombre y una mujer, ya que según ellos, es el único tipo de familia ideal o válido y sitúa como una de sus prioridades la lucha contra la «ideología de género» ―dejando patente su radical antifeminismo― y contra el «lobby LGTBI». Por eso ha propuesto eliminar las subvenciones a las asociaciones feministas y LGTBI, que son a menudo descritas como «comunistas y radicales», y derogar la Ley Integral contra la violencia de género «y de toda norma que discrimine a un sexo de otro» (como alternativa se propone una ley de «violencia intrafamiliar»). El antiabortismo —unido a políticas pronatalistas— constituye otro elemento clave del discurso de Vox (hay que «promover la cultura de la vida», dice Vox) y sus líderes se manifiestan reiteradamente contra el derecho al aborto («es inaceptable matar a un niño en el vientre de la madre», dijo Santiago Abascal en 2015; «esas jóvenes madres abandonadas en sus dificultades, o directamente, empujadas sin piedad […] a la tragedia de permitir la muerte de su propio hijo para beneficio de esas malditas clínicas abortistas», dijo Ortega Smith en 2018). Estas prácticas le llevan a acosar a las mujeres que acuden a interrumpir de forma voluntaria su embarazo y por la que el Tribunal Constitucional tuvo que rechazar un recurso presentado por el propio partido en la que pena a los acosadores con penas de entre tres meses a un año de cárcel. Por último, Vox también es partidario de proteger la tradición de las corridas de toros y la caza como «actividad necesaria y tradicional del mundo rural». En conclusión, según Emilio Gentile, «Vox se inscribe en la extrema derecha católica tradicionalista en su concepción de la familia, en la prohibición absoluta del aborto, en su oposición al feminismo». Sus modelos en este terreno, según Steven Forti, serían el Fidesz húngaro y el PiS polaco, y no los partidos de ultraderecha del norte de Europa, mucho más tolerantes en cuanto a los valores/derechos civiles. Por ejemplo, la propuesta de Vox de establecer el que denomina pin parental se relaciona con la ley aprobada en Hungría que prohíbe hablar a los menores de 18 años de diversidad sexual y de género en las escuelas y medios de comunicación (con lo que «se vincula a la homosexualidad con la pornografía y la pederastia», apostilla Forti) y que a su vez había tomado como modelo la ley «contra la propaganda gay» aprobada en la Rusia de Vladímir Putin. En el tema de los «valores» Vox cuenta con el apoyo y la colaboración (nunca explícita) de la organización ultraconservadora CitizenGo, brazo internacional de HazteOir. Joaquín Leguina, expresidente de la Comunidad de Madrid por el PSOE ha negado que Vox sea un partido de extrema derecha.

### Autoritarismo
Según Carles Ferreira, Vox defiende «una aproximación al orden social basada en la ley y el orden». Rocío Monasterio, portavoz de Vox en la Asamblea de Madrid, declaró en el gran mitin de Vistalegre de 2018 que «[un país] se tiene que liderar con una mano de hierro para así garantizar a los nuestros un espacio de seguridad y de libertad». Así, Vox propone el endurecimiento de las penas contra la inmigración ilegal (al vincularla directamente con la criminalidad y el delito), contra los que ofenden los símbolos de España y contra los okupas (a los que Vox suele vincular a «los progres» y a «los podemitas»), además de propugnar el restablecimiento de la cadena perpetua, así como la «inhabilitación de por vida para ocupar cargos públicos a quienes hayan formado parte o apoyado a una organización terrorista o cualquier asociación mafiosa». También defiende el aumento del presupuesto destinado a las fuerzas de orden público y al Ejército, porque «la España viva quiere que su hogar sea defendido». Una moral autoritaria también está presente en su modelo educativo una de cuyas bases es la «disciplina» y «para eso tenemos que recuperar la autoridad del profesor y la autoridad de los padres». En cuanto a su concepción del sistema democrático, «en algunos puntos podría calificarse como iliberal y contraria al sistema constitucional vigente. Esto se hace especialmente visible en cuestiones como la ordenación territorial del Estado, los derechos de las mujeres y de las minorías o los ataques al pluralismo político y su retórica contra «los enemigos de España» —la izquierda y los nacionalistas—», afirma Carles Ferreira. Vox propugna la supresión del Tribunal Constitucional y del jurado.

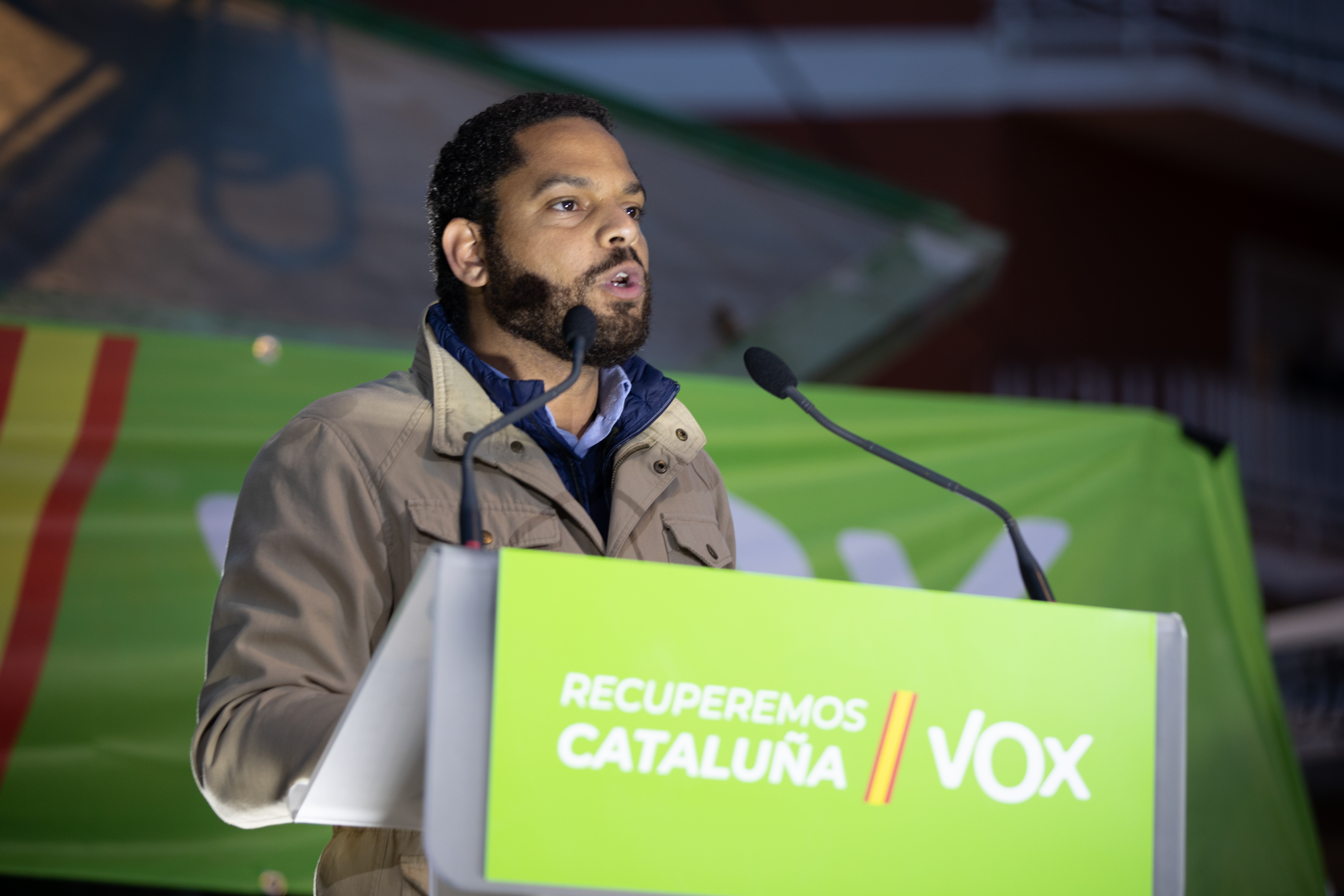
Ignacio Garriga durante un acto de campaña en Cataluña

### Populismo
Existe cierto consenso entre los politólogos e historiadores en considerar que en Vox el populismo está menos presente que en otros partidos de la ultraderecha europea. Así se ha destacado que raramente utiliza la palabra «pueblo» y que prefiere emplear el término «España», más incluso que «los españoles», lo que constituye una prueba de que, como ha destacado Carles Ferreira, «su retórica es mucho más nacionalista que populista», valoración que comparte Beatriz Acha. «Efectivamente, la crítica a las élites es aquí menos acerada y se reviste siempre del componente nacional: se critica así a las izquierdas y a los «progres» que destruyen España, a las «balcanizadoras», y a las traidoras derechas que no han defendido con valentía la unidad de la nación». La dicotomía para Vox no es entre las élites y el «pueblo», sino entre la «nación española» y sus «enemigos». Sin embargo, Vox sí utiliza el «estilo populista» de hacer política «y se encuentra cómodo en el debate bronco y crispado», añade Beatriz Acha. Un ejemplo de retórica populista puede verse en el discurso de Rocío Monasterio en Vistalegre en 2018: «Los grandes partidos han caducado. Han caducado víctimas de la metástasis, de la carcoma de la corrupción […]. Han caducado por su aburguesamiento». Pero lo más frecuente es que la retórica populista vaya insertada en un marco discursivo nacionalista: «Os fastidia que vuestros impuestos paguen diecisiete Parlamentos y a miles de políticos inútiles y traidores», dijo Abascal en un mitin. Joan Maria Thomàs, sin embargo, sí considera el populismo un rasgo distintivo de la ideología de Vox por su continuada apelación a «los españoles» enfrentados a sus (presuntos, apostilla Thomàs) «enemigos», hasta el punto de que Thomàs califica a Vox de nacionalpopulista, siguiendo la terminología de Pierre André Taguieff. Se trata de un «populismo de extrema derecha» que «aúna antielitismo y xenofobia [cursiva en el original] predominando la segunda sobre el primero, en el sentido de ser vistos los extranjeros dentro del país como más peligrosos que los «de arriba». Estos, a su vez, son presentados como expresión de otra extranjería: la representación del poder de la Unión Europea, de las multinacionales, de los Estados extranjeros, de la globalización, etc., dentro del propio país». El politólogo Jorge Verstrynge niega que Vox sea de extrema derecha y lo califica de populista.

### Franquismo
Vox no se fundó como un partido fascista ni franquista, pero «los líderes de Vox, sin embargo, practican un revisionismo histórico explícito en relación con el pasado autoritario de España». Así, Vox se ha posicionado radicalmente en contra de Ley de Memoria Histórica porque «no puede utilizarse el pasado para dividirnos, al contrario, hay que homenajear conjuntamente a todos los que, desde perspectivas históricas diferentes, lucharon por España», una referencia evidente, según Emilio Gentile, «a la rehabilitación de la "memoria franquista"». En efecto, Vox ha asumido las opiniones de los autores revisionistas como la de culpar a los socialistas de la guerra civil española. Santiago Abascal así lo reivindicó: «los españoles tenemos el derecho a interpretar nuestro pasado cada uno como quiera, sin que tenga que venir la izquierda a decirnos a todos cómo tenemos que hacerlo. […] Mi postura es que el responsable de la Guerra Civil fue el Partido Socialista Obrero Español, con el golpe del 34 primero y el asesinato de Calvo Sotelo —¡y el intento a Gil Robles!— después». La posición «revisionista» se pudo comprobar con motivo de la exhumación de Francisco Franco o en la defensa a ultranza de la carta que exmandos del Ejército —son «nuestra gente», dijeron los líderes de Vox— enviaron al rey Felipe VI en la que criticaban duramente al gobierno «social-comunista» de Pedro Sánchez por suponer un «grave riesgo para la unidad de España».
Vox suele hacer más referencia a hechos de la historia medieval y moderna (como la Reconquista, la España imperial de los Austrias o la colonización de América) que a la historia contemporánea. En estos temas reproduce el relato de la historiografía conservadora del siglo XIX, que fue el que se impuso durante la dictadura franquista y que ha sido rebatido por la historiografía más reciente. Su finalidad es «argumentar» su discurso ultranacionalista español (nativista). Por ejemplo, como ha señalado Mateo Ballester, «las referencias a la Reconquista y a las luchas en tiempos de Carlos V y Felipe II contra potencias musulmanas proyectan una imagen de España como enemigo histórico del islam. Esta idea sustenta de forma implícita, en relación con el presente, el rechazo nativista de una comunidad cultural en su conjunto: la musulmana, algo que resultaría mucho más polémico si se expresara abiertamente».
También utiliza el relato histórico conservador decimonónico (reproducido por el franquismo) en su «guerra cultural» contra la hegemonía progresista. Dentro de este marco en el 2024 intentaron crear en las comunidades autónomas donde formaban gobierno junto al PP (Castilla y León, Comunidad Valenciana y Aragón) las «Leyes de Concordia» con las que proponían suprimir el término 'dictadura', eliminar de los mapas el lugar de las fosas comunes de fusilados por el franquismo, no condenar las acciones que se llevaron a cabo durante dictadura, no obligar a retirar símbolos franquistas y retirar las subvenciones a organizaciones que lleven a cabo tareas en favor de la memoria democrática, entre otras medidas. La ONU reprobó estas leyes «contra los derechos humanos» e instó a España a adoptar las medidas necesarias contra ellas.
En 2019, el portavoz de Vox en el Congreso, Iván Espinosa de los Monteros, declaró que su formación «no condena la revolución del 34, ni la Guerra Civil, ni el franquismo porque esto es materia de los historiadores» y el diputado Joaquín Robles López añadió que «no tiene sentido» condenar el Franquismo porque «somos herederos, nos guste más o menos, de nuestra historia y no se pueden coger 40 años y meterlos en el cubo de la basura».
En mayo de 2022, Macarena Olona, se despidió del Congreso de los Diputados para liderar la candidatura de Vox en las elecciones andaluzas pronunciando una frase del fundador de la Falange Española de las JONS, José Antonio Primo de Rivera: «Ya hemos alzado la bandera, ahora toca defenderla con alegría desde Andalucía», para terminar con el brazo en alto coreando: «¡Viva España!».
En noviembre de 2024, el diputado de Vox Manuel Mariscal Zabala afirmó en el Congreso de los Diputados que, «gracias a las redes sociales muchos jóvenes están descubriendo que la etapa posterior a la Guerra Civil no fue una etapa oscura, como nos vende este Gobierno», sino «de reconstrucción, de progreso y de reconciliación para lograr la unidad nacional». La presidenta del Congreso, Francina Armengol, le indicó: «Esta presidencia no va a admitir que en esta Cámara se haga apología del franquismo [...] A partir de ahora hago la advertencia a todos los diputados: no pueden hacer apología del franquismo, que fue una dictadura que causó terror, asesinatos y odio en este país y esta casa está precisamente para garantizar la democracia y los derechos de todos».
El 1 de abril de 2025, el diputado de Vox, Sergio Rodríguez, deseó un «Feliz Día de la Victoria» en el Parlamento de las Islas Baleares, en referencia al 1 de abril de 1939, fecha en la que se proclamó el final de la guerra civil y el comienzo de la Dictadura franquista en España: «Yo que soy muy bien mandado, obedeciendo al Gobierno de España y a su presidente Pedro Sánchez, en su año de celebración, hoy primero de abril les deseo un feliz día de la victoria». El presidente del Parlamento, Gabriel Le Senne, también de Vox, rechazó reprochar la intervención: «Yo no he apreciado más que una broma».

#### Batalla interna entre el ala falangista y el ala liberal
Macarena Olona, tras su salida de Vox, advirtió en una entrevista que dentro del partido había una pugna entre dos sectores, uno de corte falangista y ultracatólico, liderado por Jorge Buxadé, antiguo miembro de Falange Española de las JONS, y otro más liberal donde se encontraban miembros como Iván Espinosa de los Monteros, Víctor Sánchez del Real, Rubén Manso, Juan Luis Steegmann o la propia Olona. Esta comentó que quien realmente tomaba las decisiones en Vox eran Kiko Méndez-Monasterio, director de La Gaceta de la Iberosfera, y Enrique Cabanas, y «la cúspide del poder» la ostentaría Julio Ariza, presidente del Grupo Intereconomía, mientras que Santiago Abascal sería un juguete en manos del sector ultracatólico del partido. Además de Buxadé, en el sector falangista se encontrarían Ignacio Garriga, Carla Toscano o Ignacio de Hoces. La «victoria» del grupo falangista se vería confirmada por la sustitución de Javier Ortega Smith por Ignacio Garriga como secretario general en octubre de 2022, la dimisión de Iván Espinosa de los Monteros en agosto de 2023, la destitución de su mujer, Rocío Monasterio, como presidenta de Vox en Madrid en octubre de 2024  o la renuncia de Juan Luis Steegmann al acta de diputado que le correspondía tras la dimisión de Espinosa de los Monteros.

### Neoliberalismo
El programa económico de Vox es claramente neoliberal, en contraste con las posiciones más estatistas de partidos de ultraderecha nórdicos como los Verdaderos Finlandeses o el Partido Popular Danés, aunque el neoliberalismo en el discurso de Vox «no es un asunto tan relevante como el nacionalismo, la xenofobia o la defensa de la ley y el orden», ha destacado Carles Ferreira. En el mitin de Vistaalegre de 2018 uno de los oradores aseguró, después de citar a Ronald Reagan, que «el compromiso de Vox es llevar a cabo una importante rebaja fiscal y así aumentar la renta disponible, es decir, aumentar la riqueza de todos los españoles». Además, la solución que propone para el desempleo se basa en «un apoyo firme a la iniciativa privada, verdadero motor de la creación de empleo». Al mismo tiempo el «comunismo» es asiduamente criticado en sus discursos como «garante de la miseria». Asimismo Vox mantiene una posición antiglobalización proteccionista, en lo que coincide con «dirigentes neoliberales y ultraconservadores de otros países», como Donald Trump. Por ejemplo, Vox defiende que las empresas españolas tengan prioridad en los concursos públicos.
Según Xavier Casals, la ideología ultraderechista de Vox es el resultado de la «amalgama» de «elementos procedentes de cuatro áreas políticas». «En primer lugar, recurrió a temas en los que el PP incidió sin incorporarlos a su agenda (como el rechazo al aborto, a leyes como la de «memoria histórica» o matrimonio igualitario o propuestas de devolución de competencias autonómicas). En segundo lugar, adoptó temas propios del universo de la derecha radical y de la extrema derecha tradicional, visibles en el irredentismo sobre Gibraltar, la exaltación de la españolidad de Ceuta y Melilla o la oposición al Estado de las autonomías y al secesionismo. En tercer lugar, asumió temas de la ultraderecha occidental, como la exigencia de mayor control de la inmigración, la oposición implícita al Islam en sus alusiones a Lepanto o a la Reconquista (aunque Vox oficialmente solo rechaza la interpretación fundamentalista de este credo), su denuncia de la «ideología de género» (el rechazo del feminismo y de la ley de violencia de género) y el euroescepticismo del grupo de Visegrado. En cuarto y último lugar, el partido asumió dos ideas-fuerza de Donald Trump: el lema «hacer España grande otra vez» (remedo de «Make America Great Again») y la edificación de muros en Ceuta y Melilla pagados por Marruecos (a semejanza del muro que Trump pretende erigir entre Estados Unidos y México). Asimismo, Vox se relacionó con Steve Bannon (estratega electoral de Trump y exestratega jefe en la Casa Blanca), que tejió vínculos transnacionales entre fuerzas de ultraderecha antes de los comicios europeos de 2019».
Por otro lado, como ocurre con el resto de los partidos de ultraderecha europeos, los dirigentes de Vox, entre los que se incluyen Javier Ortega Smith, Francisco Serrano, y tres de sus alcaldes, han rechazado en declaraciones a los medios la calificación de su partido como de extrema derecha.

### Política territorial
Desde una visión del Estado centralista, el partido se opone al Estado de las autonomías actual, haciendo campaña a favor de una reforma constitucional que retroceda de nuevo a un Estado centralizado, así como la ilegalización de los partidos independentistas periféricos. También aduce razones económicas, no sólo ideológicas (crear «un Estado fuerte»), porque desmantelando el Estado de las Autonomías, según Vox, se reduciría enormemente el gasto público, lo que permitiría bajar los impuestos (especialmente a los más ricos para desincentivar el fraude fiscal) y al mismo tiempo mantener el gasto social. También se han mostrado críticos con la enseñanza de lenguas regionales, defendiendo la posibilidad de que los estudiantes solo cursen asignaturas en español en las comunidades bilingües. Abogan por la suspensión del autogobierno de Cataluña de forma indefinida, llegando a pedir la declaración del estado de excepción (no usado desde el franquismo) en 2019 y la del artículo 155 de la Constitución Española en múltiples ocasiones.
Vox exige la anulación de la nacionalidad a todo ciudadano español que procediera de un país donde se profesara el islamismo como religión principal.

### Política económica
Vox defiende un programa económico radicalmente neoliberal basado en la limitación de la intervención del Estado en la economía que se traduce en una drástica reducción del gasto público (con lo que el sector público se reduciría a la mínima expresión posible) y en una bajada de los impuestos para las rentas más altas, poniendo fin así a la progresividad fiscal (se proponen solo dos tramos para el IRPF: uno del 30 % para las rentas de más de 60 000 euros —en la actualidad es del 45 %— y otro del 22 % para las rentas de menos de 60 000 —en la actualidad son cuatro tramos que pagan entre el 19 % y el 37 %; y el impuesto de sociedades quedaría fijado en el 22 % y se suprimirían el impuesto sobre el patrimonio y sobre sucesiones y donaciones). En este punto Vox no se diferencia de otros partidos de ultraderecha europeos. Algunos medios han considerado que el programa económico propuesto por Vox es insostenible. Sin embargo, según Beatriz Acha, Vox está convencido de que «se puede mantener el gasto social sin hacer pagar más a los ricos (que no se sentirían así tentados de evadir impuestos u ocultar su patrimonio) desmantelando la estructura de la España autonómica» que daría paso a un Estado «con el menor tamaño posible». Además Vox defiende otras propuestas típicas de la derecha de corte neoliberal como la implantación del cheque escolar o el compromiso con el déficit cero.

### Valores
Según el historiador italiano Steven Forti, Vox mantiene en cuanto al tema de los valores/derechos civiles (el derecho al aborto, la igualdad de género, la familia, los derechos del colectivo LGTBI, etc.) posturas muy duras, compartidas por el resto de la ultraderecha de los países católicos y ortodoxos (que contrasta con la ultraderecha de los países protestantes, mucho más tolerante). Según Forti, Vox se identifica en buena medida con las propuestas del Fidesz húngaro, del PiS polaco y del «bolsonarismo» (la buena sintonía de Vox con el PiS se demostró cuando a principios de 2019 un eurodiputado de este partido invitó a Javier Ortega Smith a que hablara en la Eurocámara, cuando Vox aún no tenía representación en Europa). Por ejemplo, la propuesta de Vox de establecer el que denomina pin parental se relaciona con la ley aprobada en Hungría a propuesta del gobierno de Viktor Orbán que prohíbe hablar a los menores de 18 años de diversidad sexual y de género en las escuelas y medios de comunicación (con lo que «se vincula a la homosexualidad con la pornografía y la pederastia», apostilla Forti) y que a su vez había tomado como modelo la ley «contra la propaganda gay» aprobada en Rusia a propuesta del gobierno de Vladímir Putin. Lo mismo se puede decir de la oposición de Vox a lo que denomina «ideología de género» ―también calificada por Vox como «yihadismo de género»―, rechazo que es compartido también por Fidesz, por el PiS y por Bolsonaro. Así, Vox ha pedido que se derogue la Ley Integral contra la violencia de género, que se saque el aborto de la sanidad pública e incluso eliminar el uso del término «género».
En cuanto al colectivo LGTBI Vox ha pedido derogar o modificar las leyes contra la discriminación a las personas de estas orientaciones sexuales, poniéndolo como condición, por ejemplo, para su pacto de investidura con el PP de Andalucía, lo que fue rechazado en principio por su candidato Juanma Moreno. No ocurrió lo mismo en la Comunidad de Madrid donde la candidata del PP a la presidencia de esa Comunidad Isabel Díaz Ayuso se mostró abierta a la posibilidad de modificar las leyes LGTBI a cambio del apoyo de Vox a su investidura. Vox propuso modificar la ley 2/2016, de 29 de marzo, de Identidad y Expresión de Género e Igualdad Social y no Discriminación, cuyo artículo 32 habla de fomentar «el respeto y la protección de los menores en atención a la identidad y expresión de género de los miembros de su familia», el 33 de que «en los procesos de adopción y acogimiento familiar, no exista discriminación por motivo de identidad y/o expresión de género», el 34 que habla de la violencia familiar, incluyendo el no respeto por parte de padres y hermanos a la identidad o expresión de género de los menores, y el artículo 41 que recomienda que los medios de comunicación «incorporen el respeto a la igualdad y la prohibición de discriminación». De la ley 3/2016 de julio de Protección Integral contra la LGTBifobia y la Discriminación por Razón de Orientación e Identidad Sexual, Vox pedía la remoción de hasta 9 artículos incluyendo protocolos contra el acoso escolar (bullying) hacia menores LGTBI.

#### Acusaciones de homofobia

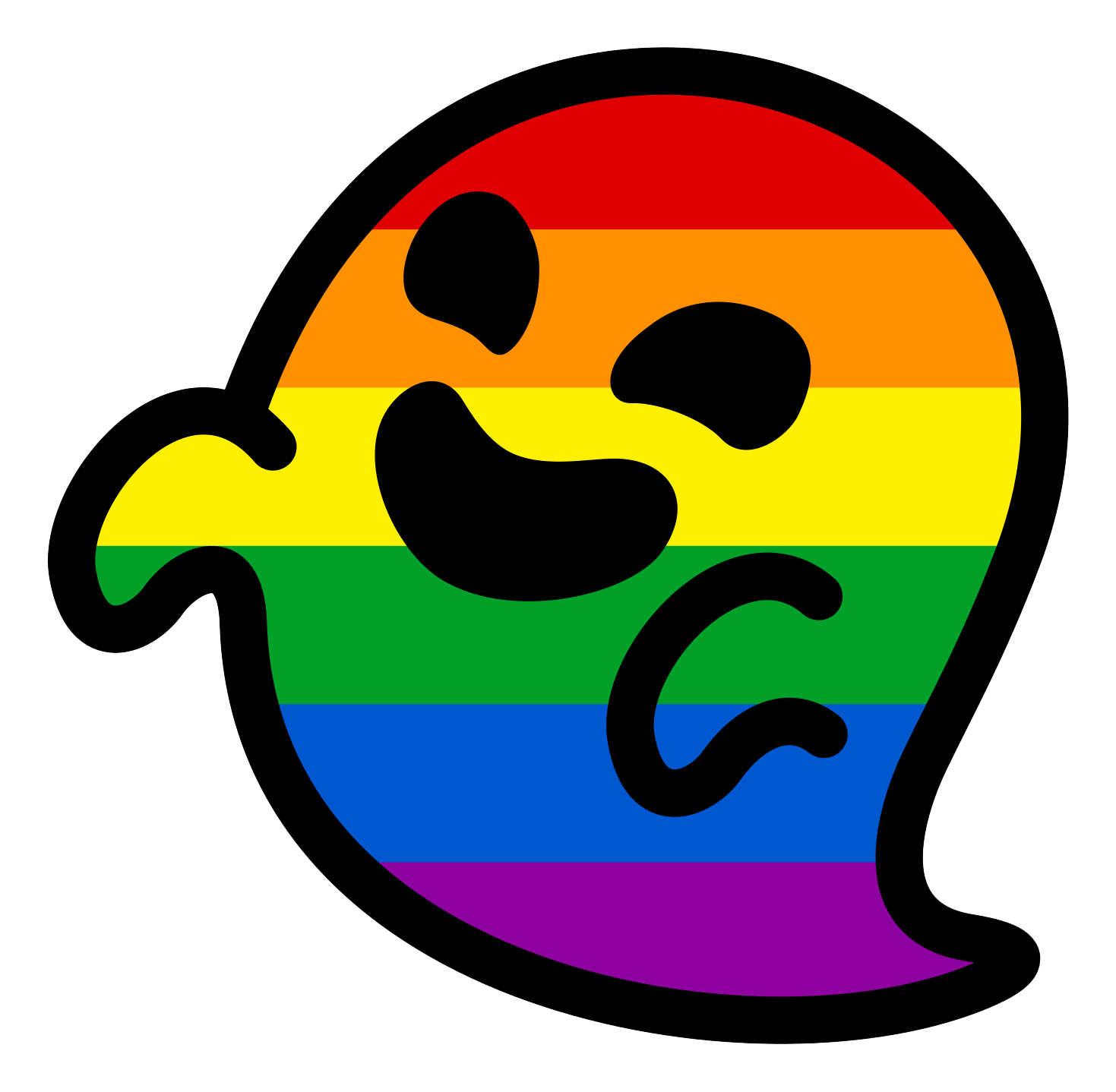
Ante las elecciones de 2019, Vox publicó un tuit llamando a la «batalla» contra varios símbolos, entre los que se incluía un fantasma con la bandera LGBT. Este fue reapropiado por la comunidad que le dio el nombre de Gaysper y fue usado como símbolo contra la lgtbifobia

Vox ha sido acusado de ser un partido homófobo, por ejemplo, por el diputado Íñigo Errejón de Más País, aunque Vox lo ha negado en múltiples ocasiones —Santiago Abascal ha afirmado: «En Vox no despreciamos a nadie por su tendencia sexual»—. Como prueba de su presunta homofobia se han aportado las declaraciones de miembros destacados del partido como Iván Espinosa de los Monteros —«En España hemos pasado de dar palizas a los homosexuales a que ahora impongan su ley»—, Juan Ernesto Pflüger, Director de Comunicación —«¿Por qué los gais celebran tanto el día de San Valentín, si lo suyo no es amor, es solo vicio?»— o la diputada Gádor Joya Verde —«Si mi hijo es homosexual, preferiría no tener nietos»—. La exdiputada de Vox Macarena Olona ha revelado, con posterioridad a su salida del partido, la homofobia existente en ciertos entornos de dicha formación: «Hay una corriente, familias y apoyos, que considera que la homosexualidad es una enfermedad y que los homosexuales son personas desviadas», declaró.
Así también se ha mencionado que en la jornada previa a las elecciones de abril de 2019 Vox publicó un tuit con el título «¡Qué [sic] comience la batalla!» y una imagen en la que se mostraba a Aragorn, el caballero de la saga de ficción El señor de los anillos, blandiendo una espada con la que se disponía a atacar a unos orcos que contenían símbolos como el logo de Acción Antifascista, la bandera de la Segunda República Española, los logos del diario El País y la cadena SER y fantasmas coloreados con la bandera LGTB. Este meme homófobo fue muy criticado y posteriormente el fantasma recibió el nombre Gaysper (por Cásper y gay) en un proceso de reapropiación, llegando a ser llevado en sus camisetas por dos diputados en la inauguración de la legislatura en el Congreso de los Diputados. El símbolo fue comparado con el triángulo rosa que era usado por los nazis para marcar a los prisioneros homosexuales y varios medios destacaron cómo se había vuelto en su contra.

### Negacionismo del cambio climático antropogénico
Acerca del cambio climático, Vox ha basculado entre eludir la cuestión y negar el papel del hombre en el mismo.
En 2019, al preguntársele sobre el cambio climático en el programa Espejo público, Santiago Abascal respondió:

Desconozco las cuestiones científicas y reconozco que no estoy en ese debate. Me gusta mucho el campo, la naturaleza, y tengo una preocupación con la conservación. El debate del cambio climático, si es un cambio natural o que obedece al ser humano, pues es algo que desconozco realmente.

También en 2019, el partido se negó a firmar una declaración institucional presentada en la Diputación Permanente del Senado en apoyo a los afectados por los incendios forestales ocurridos en Gran Canaria. La declaración contenía una frase alusiva, entre otras cosas, al cambio climático: «prestar una atención prioritaria a la lucha contra las causas del cambio climático, la despoblación y el abandono del medio rural, razones últimas en muchos casos de los grandes incendios que vienen asolando en los últimos años el planeta». Para el partido, con esta frase se planteaba el cambio climático como «la causa del incendio», lo que suponía un «postulado ideológico de una determinada forma de pensar que coincide con las ideas de PSOE y Podemos». Ante las elecciones generales de noviembre de 2019, Vox recurrió la inclusión del cambio climático por parte de la Junta Electoral como tema a tratar para los debates electorales, proponiendo en su lugar debatir sobre inmigración.
En una entrevista del periódico ABC, Rocío Monasterio calificó de «argumentario falso» lo que apodó como «camelo climático». En junio de 2019, el diario La Marea publicó un argumentario de Vox que calificaba el cambio climático antropogénico de «tomadura de pelo» y de «estafa» en la que «no vamos a gastar más dinero». El argumentario también hizo referencia al consultor Patrick Moore, al que denominó erróneamente como «cofundador de Greenpeace», para reafirmar su negación del cambio climático antropogénico.

### Cultura y educación
Vox propone la retirada inmediata de libros que contengan cualquier tipo de adoctrinamiento con el pretexto de que «hay libros con un alto contenido ideológico donde se miente sobre la biología, la ciencia, la antropología o la historia». Para lo que crearan un comisión que revise que libros han de ser censurados, la elaboración de un plan para censurar los libros que han de salir al mercado y la creación de un sistema para que las familias puedan denunciar dichos libros.

### Difusión de bulos
Inmigrantes
En abril de 2021, en el contexto de las elecciones a la Asamblea de Madrid de 2021, Vox colocó un cartel en el metro de Madrid asociando a los niños inmigrantes no acompañados por padres o tutores legales la cantidad de 4700 € al mes, mientras que a «tu abuela» 426 € de pensión al mes. Según la Asociación Marroquí para la Integración de Inmigrantes, esta cantidad «no va a menores, sino a gastos como las instalaciones o sueldos de profesionales que trabajan en estos centros», indicando que en la Comunidad de Madrid, «el 71,1 % de los menores en centros de protección son de nacionalidad española, frente al 28,9 % de origen extranjero». Por otra parte, los 426 euros de pensión que Vox indica en el cartel que recibe «tu abuela» también son una cifra tergiversada. La pensión de jubilación media de la Seguridad Social en la región fue de 1194,84 euros al mes en el año 2020.
En mayo de 2023, en el contexto de las elecciones a la Asamblea de Madrid de 2023, Vox volvió a colocar un cartel en el metro de Madrid denunciando que «mientras los madrileños destinan el 57 % de su salario al pago del alquiler […] las ayudas se las llevan siempre los mismos», con la foto de una concesión de ayudas al alquiler de la Comunidad de Madrid en 2021 en el que puede verse una lista de admitidos provisionales y en la que se indican varios nombres árabes sobre los que aparece el rótulo «¿Y tú?». La realidad es que en 2019 la mayoría de los que se beneficiarion de estas ayudas, el 81,5 %, fueron españoles. Para soliticar esta ayuda debe contarse al menos con permiso de residencia.
Vox también llegó a asociar la inmigración magrebí a la delincuencia en Cataluña. Según el INE, de los delitos cometidos en Cataluña, un 56 % corresponden a delincuentes de nacionalidad española, y un 13 % a delincuentes de nacionalidades africanas.
Destrucción de presas
En mayo de 2023, en el contexto de sequía en España, Vox denunció que «el Partido Socialista está destruyendo las presas hídricas en España. Ha destruido 133 en el año 2022», refiriéndose a la destrucción de barreras fluviales. Se trata, en realidad, de la Estrategia sobre Biodiversidad de la Unión Europea para 2030, que tiene como objetivo restaurar el curso natural de los ríos, eliminando pequeños obstáculos y azudes en desuso del curso de los ríos, no grandes embalses, para facilitar el trasiego de los peces migratorios y mejorar el flujo de agua y sedimentos, evitando riesgos en caso de inundaciones. España se situaba en 2023 como el país de la UE que más barreras artificiales en desuso había eliminado de los ríos. Dos casos algo diferentes, y que sirven para generalizar y dar alas al bulo, son el de la presa de Los Toranes, en la provincia de Teruel, y el de la presa de Valdecaballeros. La primera, con poca capacidad de generación hidroeléctrica, era propiedad de Iberdrola, que tras el fin de la concesión, no ve viabilidad económica en continuar el proyecto, y pretende cargar al Estado los costes de su demolición. La segunda fue construida para servir a la central nuclear que se estaba construyendo en la zona, pero tras la cancelación del proyecto de la central, nunca funcionó con el objetivo para el que se había construido.

### Política exterior
Globalización

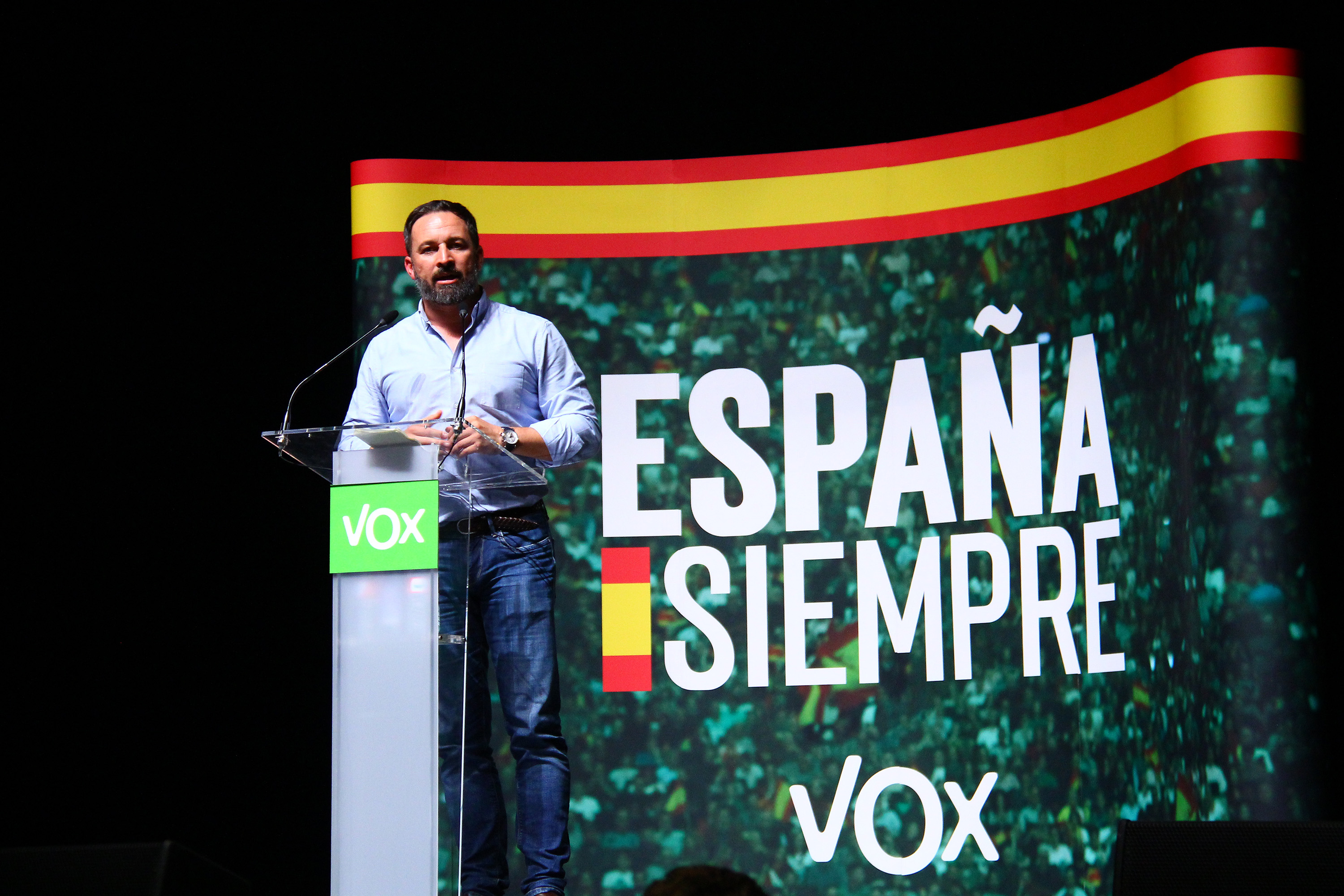
Mitin de Vox en Vigo encabezado por Santiago Abascal con el lema España siempre (octubre 2019)

Como el resto de los partidos de extrema derecha Vox se muestra hostil a la globalización y a los organismos supranacionales porque los considera una amenaza a la soberanía nacional. En un tuit de 2018 Santiago Abascal escribió contra «la oligarquía globalista, vividora de los presupuestos [públicos], que pretende imponer a los pueblos modelos fracasados, [y] se dedica ahora a demonizar la democracia y la soberanía de las naciones». En la cumbre de la ultraderecha europea celebrada en Madrid el 29 de enero de 2022 Abascal hizo un llamamiento a «aprovechar la oportunidad» para «desenmascarar» el «pacto» «entre la extrema izquierda y la élite globalista».
Unión Europea
En cuanto a la Unión Europea Vox defiende «reformarla» pero desvirtuando completamente el proyecto europeo ya que pretende establecer en su lugar una «Europa de las patrias», es decir, de los Estados. Junto con otros quince líderes de partidos de extrema derecha europeos (integrados en los grupos del Parlamento Europeo Identidad y Democracia y Conservadores y Reformistas Europeos ―de este último forma parte Vox―), Santiago Abascal firmó en julio de 2021 un manifiesto en el que se oponían a cualquier proyecto federalista europeo y a una mayor integración, y denunciaban «la utilización de las estructuras políticas y las leyes para crear un super-Estado europeo» que pretendía despojar a las naciones «lentamente de su derecho de ejercer sus legítimos poderes soberanos», por lo que propugnaban una «profunda reforma de la Unión Europea» para que fuera nada más que «una comunidad de naciones libres», estableciendo «una lista de competencias inviolables de los Estados miembros de la Unión Europea y un mecanismo apropiado para su protección». También acusaban a las instituciones europeas de intentar «imponer un monopolio ideológico» y de ser un «instrumento de fuerzas radicales que quieren realizar una transformación cultural y religiosa», recalcando que la «familia es la unidad fundamental de nuestras naciones», contraponiéndola a la «inmigración en masa». Finalmente pedían «respeto por la herencia judeocristiana de Europa y de los valores comunes que unen a nuestras naciones».
En la declaración de julio de 2021 también se decía que la misma serviría como «base para un trabajo común cultural y político, respetando el papel de los actuales grupos políticos». Así, la primera cumbre de «las fuerzas patrióticas y conservadoras de Europa» tuvo lugar a principios de diciembre de 2021 en Varsovia, con el PiS como anfitrión, y la segunda el 29 de enero de 2022 en Madrid, con Vox como anfitrión. En ninguna de las dos cumbres se logró alcanzar un acuerdo para crear un único grupo en el Parlamento Europeo, pero en la de Madrid se dio un paso adelante al afirmar el propósito de «crear una oficina de coordinación como una forma de una cooperación más fuerte entre las formaciones políticas presentes…, con el objetivo de aunar fuerzas y voto en el Parlamento Europeo». En el comunicado final de la cumbre de Madrid los partidos de ultraderecha presentes volvieron acusar a la Unión Europea de querer convertirse en un «megaestado ideologizado», que «desprecia la identidad y la soberanía nacional», se aleja «de los ideales europeos cristianos sobre los que se fundó» y pone en riesgo «la supervivencia de la propia civilización occidental». En su lugar proponían que «cada nación debería tener una voz fuerte y solidaria para preservar la paz, la integridad territorial y la inviolabilidad de las fronteras de las naciones europeas» y «la primacía de las constituciones nacionales sobre el derecho de la Unión Europea». Además denunciaron «los ataques motivados políticamente desde Bruselas contra Polonia y Hungría, los cuales demuestran un total desprecio a los principios básicos de la UE y violan el espíritu de los Tratados». Por su parte Abascal declaró que «todos los políticos que nos reunimos en Madrid tenemos grandes coincidencias en el diagnóstico de los desafíos de Europa y voluntad de colaboración para construir una Unión Europea fuerte de naciones soberanas que colaboren libremente».
OTAN y Estados Unidos
Respecto a las alianzas militares Vox defiende una postura atlantista, pero cuando se produjo la crisis ruso-ucraniana de 2021-2022 Abascal evitó respaldar claramente a la OTAN frente a la amenaza de Rusia de invadir Ucrania. El líder de Vox se remitió al comunicado final de la cumbre de la ultraderecha europea que se celebró en Madrid el 29 de enero de 2022 en la que el atlantista primer ministro polaco Morawiecki (del PiS) logró arrancar un acuerdo de mínimos que decía: «Las acciones militares de Rusia en la frontera oriental de Europa nos han conducido al borde de una guerra». Por su parte el prorruso primer ministro de Hungría Viktor Orbán (de Fidesz) se limitó a declarar a la prensa que pedía «desescalada y negociación» pero sin señalar a Rusia como responsable del aumento de la tensión internacional (se trata de «una cuestión militar muy complicada que nadie conoce exactamente», dijo), como sí había hecho Morawiecki («Tenemos un acuerdo en este asunto. Rusia está amenazando a Ucrania y por eso estamos discutiendo este asunto profundamente. Somos conscientes de los riesgos. La integridad de Ucrania debe ser respetada», dijo).
Por otro lado, Abascal había mostrado su admiración a Trump y en una gira por Estados Unidos cuando el Centro Español de Nueva York se negó prestarle sus instalaciones para sus actos propagandísticos, Donald Trump le cedió un espacio en el Rockefeller Center.
América Latina
En lo que respecta a América Latina, Vox mostró su apoyo al parcialmente reconocido presidente encargado de Venezuela, el socialdemócrata Juan Guaidó, hasta el punto de reunirse con él Abascal e Iván Espinosa de los Monteros durante su estadía en Madrid. También reconoció a la ultraderechista Jeanine Áñez como presidenta de Bolivia durante la crisis por la renuncia de Evo Morales, y apoyó la posición del gobierno de transición boliviano en el incidente diplomático con México y la propia España por la cuestión del asilo a Evo Morales y sus allegados. Vox pidió tanto a la administración de Guaidó como a la de Áñez información que vinculase al partido de izquierda español Podemos con financiación irregular y conexiones con los gobiernos de Nicolás Maduro y Evo Morales respectivamente.
En Perú, el exministro de Justicia y Derechos Humanos Salvador Heresi, durante el gobierno de Martín Vizcarra, dijo que quería formar un partido político similar a Vox junto a grupos evangelistas. Posteriormente, en 2023, el partido político mostró apoyo a Dina Boluarte y repudio a Pedro Castillo bajo la justificación «que durante las dos últimas décadas se ha dado un auge de regímenes comunistas y filocomunistas en Hispanoamérica». Además, en pleno conflicto diplomático por la destitución de Castillo, se realizó la segunda reunión del Foro Madrid en que se discutió temas de Perú y países vecinos.
Gibraltar y norte de África
Vox reclama la soberanía española sobre Gibraltar, algunos miembros colgaron una bandera de España en el peñón del territorio británico de ultramar; por esta acciones el gobierno de Gibraltar denunció a Vox «por incitar al odio», y se opone al Tratado Fiscal entre España y Reino Unido para Gibraltar que a su criterio reconoce la soberanía británica y abandona a los trabajadores españoles. El partido también tiene una postura en contra de las aspiraciones nacionalistas del gobierno de Marruecos, exigiendo la expulsión de las pretensiones del país africano en las aguas de las Islas Canarias y pide que España se responsabilice como «país administrador del Sahara Occidental» en referencia a la ocupación marroquí del Sahara que es considerada ilegal por la mayoría de la comunidad internacional. Sin embargo segú la resolución de la ONU de 29 de octubre de 2021, las partes relevantes que deben decidir el futuro Saharaui son Marruecos, el Frente Polisario, Argelia y Mauritania.
China
En cuanto a China, Vox sigue una línea atlantista, oponiéndose al país asiático y responsabilizando a China de la expansión del coronavirus y de su falta de transparecia sobre el origen del mismo. Culpa a la Organización Mundial de la Salud de no haber llevado una invesigación lo suficientemente exhaustiva sobre el origen de la enfermedad, ni haber considerado que pudiera haber escapado de un laboratorio. Santiago Abascal afirmó en abril de 2020 que el gobierno de Pekín podría «llegar a comprar al Gobierno de España», y en varias ocasiones han comparado las medidas impuestas durante la pandemia con una «dictadura comunista» al estilo chino. En julio de 2020 pidieron públicamente la retirada de España de la OMS, cuestionando la independencia del organismo internacional. Se ha señalado que esta retórica antichina del partido está motivada por la rivalidad que mantuvo el gobierno de Donald Trump con el gigante asiático, y varias de las acciones de Vox, como la petición de abandonar la OMS o el acusar a China de fabricar y propagar el virus, anteceden a declaraciones similares realizadas por el exmandatario estadounidense. El apelativo de «virus chino», utilizado por Trump y vinculado a un aumento de ataques a la población asiática de EE. UU., fue también imitado por el secretario general del partido, Javier Ortega-Smith. Después de acudir durante los inicios de la pandemia a un multitudinario acto de Vox en Vistalegre y dar positivo días después en Covid-19, el político expresó que sus «anticuerpos españoles luchan contra los malditos virus chinos, hasta derrotarlos», en un tuit que fue acusado de racista por la embajada china en España. No fue la primera polémica relacionada con el odio a ciudadanos asiáticos, pues ya en febrero de 2020 un concejal del partido en la capital declaró que «los turistas chinos, que son los transmisores de la enfermedad, se protegen del resto con mascarillas, como si fuéramos nosotros los que comemos sopa de murciélago».
Antiguas colonias y accidentes geográficos
Impulsar en las instituciones internacionales la «denominación original en español de aquellos accidentes geográficos sustituidos por designaciones en otras lenguas» al haberse independizado o pasar a depender de otros países con el fin de reconocer la labor descubridora de los españoles.
Israel
Vox se compromete a revertir el reconocimiento de Palestina como país soberano y el estatus adquirido en la ONU.

## Organización

### Estructura
Vox está implantado ya en todo el territorio nacional, contando con representación en los parlamentos de 18 de las 19 entidades autonómicas (todos excepto el gallego). Esta regido por diferentes órganos internos.

#### Comité Ejecutivo Nacional
El Comité Ejecutivo Nacional (CEN) de Vox es el encargado de la dirección central del partido. Cuenta con un presidente, un secretario general y un número, a marcar por el presidente, de vicepresidentes y vocales. Dirige y gestiona la política interna y los fondos del partido.
Desde su última remodelación, con la reelección de Santiago Abascal como presidente de Vox, esta es su configuración:
| Cargo              | Titular                    | Inicio |
| ------------------ | -------------------------- | ------ |
| Presidente         | Santiago Abascal           | 2014   |
| Vicepresidente     | Ignacio Garriga            | 2024   |
| Secretario General | Ignacio Garriga            | 2022   |
| Tesorero           | Pablo Saéz                 | 2024   |
| Vocal 1            | José Ángel Antelo          | 2024   |
| Vocal 2            | Blanca Armario             | 2024   |
| Vocal 3            | Vicente Barrera            | 2024   |
| Vocal 4            | Jorge Buxadé               | 2024   |
| Vocal 5            | Enrique Cabanas            | 2024   |
| Vocal 6            | José María Figaredo        | 2024   |
| Vocal 7            | Juan García-Gallardo       | 2024   |
| Vocal 8            | Luis Gestoso               | 2024   |
| Vocal 9            | Llanos Massó               | 2024   |
| Vocal 10           | Rocío de Meer              | 2024   |
| Vocal 11           | Alejandro Nolasco          | 2024   |
| Vocal 12           | Javier Ortega Smith-Molina | 2024   |
| Vocal 13           | Pepa Millán                | 2024   |
| Vocal 14           | Reyes Romero               | 2024   |
| Vocal 15           | María Ruiz                 | 2024   |

#### Vicesecretarías Nacionales
Los Vicesecretarios Nacionales se encargarán de la gestión de funciones concretas, siguiendo las instrucciones del Presidente y del Secretario General. No formarán parte del CEN, pero su presencia podrá ser requerida por el presidente o el Secretario General para informar de los asuntos de su competencia. 
Actualmente, Vox cuenta con 7 vicesecretarías: 
- Vicesecretaría de Presidencia/Coordinación General: Enrique Cabanas.
- Vicesecretaría de Gerencia: Juan José Aizcorbe.
- Vicesecretaría de Comunicación: Manuel Mariscal.
- Vicesecretaría de Organización Territorial y Relaciones Institucionales: María Ruiz.
- Vicesecretaría de Coordinación Parlamentaria: Ignacio de Hoces.
- Vicesecretaría de Acción de Gobierno: Montserrat Lluis.
- Coordinación Jurídica: Jorge Buxadé y Marta Castro.

#### Comité Electoral
El Comité Electoral (CEL) de Vox es el garante de la democracia interna del partido. Desde la aprobación del vigente Reglamento Interno de Procedimientos Electorales (RIPE), el Comité se constituye tras la convocatoria de cada proceso electoral interno por el Comité Ejecutivo Nacional (CEN).
Es un órgano que garantiza la transparencia en los procesos electorales de Vox y por tanto su función es fundamental en la garantía de la democracia interna de la organización. Durante los procesos electorales internos, el CEL es el máximo órgano decisorio, con potestad resolutiva y sancionadora en materia electoral.
Está formado por los mismos miembros que el Comité de Garantías, que habrán de ser licenciados en derecho. Ejerce sus funciones de manera autónoma e independiente del resto de órganos del partido, adoptando sus decisiones de forma colegiada. Para asegurar su independencia, los miembros del CEL no podrán pertenecer simultáneamente a ningún órgano ejecutivo del partido, salvo que expresamente acepten inhibirse de las resoluciones que afecten al órgano ejecutivo al que puedan pertenecer.

#### Comité de Garantías
El Comité de Garantías es un órgano cuya función es la de velar para que se respeten los derechos estatutarios de los afiliados y para que se cumplan sus obligaciones estatutarias. Estará compuesto por cinco miembros, que deben ser licenciados en Derecho: un Presidente, un Vicepresidente, un Secretario, y dos vocales. Los miembros del Comité de Garantías serán elegidos, por un periodo de cinco años, por mayoría simple de los asistentes a la Asamblea General, a propuesta del CEN aprobada por dos tercios de sus miembros. De producirse alguna vacante, está será cubierta por el mismo procedimiento en la siguiente Asamblea General.
Para asegurar su independencia, los miembros del Comité de Garantías no podrán pertenecer simultáneamente a ningún órgano ejecutivo del Partido, salvo que expresamente acepten inhibirse de las resoluciones que afecten al órgano ejecutivo al que puedan pertenecer. El Comité de Garantías es el encargado de resolver los recursos interpuestos contra las decisiones y acuerdos de los órganos del partido que se iniciarán mediante escrito al CG en el plazo de un mes desde que se haya producido el acto que motiva la queja o debió tener conocimiento y se le aplicara el trámite y régimen de recursos establecido en el RIPACG. El Comité de Garantías, también es el órgano competente de incoar expedientes disciplinarios conforme a los principios de audiencia, presunción de inocencia, proporcionalidad, imparcialidad, motivación, contradicción y defensa.
El Comité de Garantías se atendrá en cuanto a su organización y funcionamiento a lo que establezca el Reglamento Interno de su Procedimiento de Actuación (RIPACG), que aprobará el CEN, con su ratificación por la Asamblea General, de conformidad con lo establecido en los vigentes Estatutos.

### Líderes y dirigentes
| Presidente | Presidente                | Período            |
| ---------- | ------------------------- | ------------------ |
| 1          | Alejo Vidal-Quadras       | 2014 (provisional) |
| -          | José Luis González Quirós | 2014 (interino)    |
| 2          | Santiago Abascal Conde    | 2014–actualidad    |

| Secretario General | Secretario General            | Período         |
| ------------------ | ----------------------------- | --------------- |
| 1                  | Iván Espinosa de los Monteros | 2014–2016       |
| 2                  | Javier Ortega Smith-Molina    | 2016–2022       |
| 3                  | Ignacio Garriga               | 2022–actualidad |

| Vicepresidente | Vicepresidente                             | Período         |
| -------------- | ------------------------------------------ | --------------- |
| -              | Cargo Inexistente                          | 2014–2022       |
| 1, 2 y 3       | Jorge Buxadé, Javier Ortega y Reyes Romero | 2022–2024       |
| 4              | Ignacio Garriga                            | 2024–actualidad |

### Financiación
Desde su fundación Vox se financia a través de las cuotas de sus afiliados y donaciones de pequeños empresarios y profesionales. Sin embargo, según el diario El País, el partido fue fundado gracias a la aportación de un millón de euros por parte de la organización de exiliados iraníes, el Consejo Nacional de Resistencia Iraní (CNRI), de inspiración anticapitalista y contrario al actual gobierno de la República Islámica de Irány que formó parte de la lista de grupos terroristas internacionales. Según Anne Applebaum, fueron más de 800 000 euros, divididos entre docenas de donaciones individuales, que estaban destinados a financiar la campaña de las elecciones europeas de 2014. El dinero fue donado por la Organización de los Muyahidines del Pueblo de Irán (MEK), que se opone a la República Islámica. «El MEK tiene una reputación ambigua en Washington —se le ha clasificado como una organización terrorista en ocasiones—, pero tiene algunos aliados: tanto el consejero de Seguridad Nacional John Bolton como el abogado de Trump, Rudolph Giuliani, han dado discursos en su evento anual en París», afirma Applebaum. Según Xavier Casals, la cantidad aportada a Vox por los opositores iraníes fue medio millón de euros, pero no le sirvió para que Alejo Vidal-Quadras, lograra el escaño en el Parlamento Europeo (Vidal-Quadras dimitiría en febrero de 2015 «al preconizar un acercamiento a Ciudadanos y a UPyD. Abascal le reemplazó y Vox radicalizó su discurso»).Este aporte económico fue confirmado por Espinosa de los Monteros y habría supuesto unos 800 000 €, si bien negó haber recibido un sueldo durante meses como la primera noticia afirmaba.
En el balance del año 2019, el partido registró su mejor resultado. Multiplicó sus ingresos por siete y acumuló un patrimonio neto de 5,9 millones de euros, frente a los 1,1 millones en 2018. En el balance del año 2020, el partido acumuló un patrimonio neto de 11,5 millones de euros. En el año 2020 ha obtenido unos ingresos de casi 15 millones de euros, la mayoría por subvenciones a su grupo parlamentario en el Congreso de los Diputados. Cuando en 2023 se le pidió justificar los ingresos de 2019 se intentó hacer con recibos de 2022.
La organización ultraconservadora CitizenGo (que mantiene una estrecha relación con Vox: ha otorgado su premio anual a lo largo de los años a sus líderes, como Abascal o Ortega Smith, además de a otras personas que en la actualidad son políticos de Vox, y también al líder húngaro, Viktor Orbán, aliado de Vox) ha contribuido indirectamente a la financiación de Vox al participar en sus campañas electorales —aunque no de forma explícita— valiéndose de sus propios medios. Por ejemplo, en los días anteriores a las elecciones generales de España de abril de 2019 lanzó una campaña «Vota Valores» en la que varios autobuses recorrieron las ciudades pintados con citas destinadas a menospreciar a los líderes del resto de partidos políticos que no fuesen Vox, y además creó un portal web en el que dejaba claro que el único partido con «valores» era Vox. Esta forma de financiación indirecta de la ultraderecha (el dinero no va al partido sino a organizaciones que comparten sus opiniones) es muy habitual en Estados Unidos, pero nueva en Europa. Un informe del Foro Parlamentario Europeo sobre Derechos Sexuales y Reproductivos (EPF) publicado en junio de 2021, titulado Tip of the Iceberg, involucra a oligarcas rusos cercanos a Vladímir Putin como agentes de financiación de CitizenGo y HazteOir; a través de Alexey Komov, miembro del consejo de administración de CitizenGo y mano derecha del oligarca Konstantin Malofeev, se canalizarían fondos para sufragar parte de la actividad de Vox.
En febrero de 2023 Macarena Olona, exsecretaria y portavoz del partido, acusa a Vox de desviar parte de los fondos públicos a la Fundación Disenso cuyo presidente es Santiago Abascal. Antes de acabar el año, Olona siguió destapando las prácticas del partido que les llevó de pasar de «El Toro TV al becerro de oro» del «Todo por la Patria al todo por la pasta». La exmiembro de Vox acusaba al partido de ser «un plan privado de pensiones para Abascal e Intereconomía» y de haberse convertido en «una estafa». Además retó a Vox de que la llevase a los Tribunales si mentía. En octubre de ese año el Tribunal de Cuentas confirmó que así era. Además fueron acusados de opacidad y pitufeo por el Tribunal de Cuentas
El 8 de julio de 2024 el Tribunal de Cuentas hizo público que había sancionado a la formación con 233 324 € por dos infracciones muy graves al recolectar donaciones finalistas, prohibidas por la legislación.
| Año  | Altas  | Bajas  | N.º afiliados a 31 de diciembre |         |
| ---- | ------ | ------ | ------------------------------- | ------- |
| 2016 |        |        | 3496                            | [ 506 ] |
| 2017 | 2045   | 569    | 4792                            | [ 506 ] |
| 2018 | 20 153 | 1102   | 23 843                          | [ 507 ] |
| 2019 | 29 927 | 1363   | 52 407                          | [ 507 ] |
| 2020 | 17 253 | 7286   | 62 374                          | [ 495 ] |
| 2021 | 11 118 | 10 024 | 63 468                          | [ 508 ] |
| 2022 | 8 766  | 6 193  | 66 059                          | [ 509 ] |
| 2023 | 7 740  | 6 850  | 66 949                          | [ 510 ] |

## Resultados electorales

### Elecciones generales
|  | 0,23 % |

|  | 0,20 % |

|  | 10,26 % |

|  | 15,09 % |

|  | 12,39 % |

### Elecciones autonómicas
- Elecciones autonómicas de 2015

Se presentó en nueve comunidades autónomas de las trece en las que se celebraban elecciones (Asturias, Cantabria, Castilla y León, Comunidad de Madrid, Extremadura, Castilla-La Mancha, Murcia, Comunidad Valenciana y Canarias), y en una de las dos ciudades autónomas (Ceuta), sin obtener ningún representante:
| Comunidad                                | Candidato                        | Votos  | %      | Escaños | Posición |
| ---------------------------------------- | -------------------------------- | ------ | ------ | ------- | -------- |
| Junta General del Principado de Asturias | Ignacio Blanco Urizar            | 3 176  | 0,59 % | 0/45    | 10.ª     |
| Parlamento de Canarias                   | Carmelo González                 | 1 853  | 0,2 %  | 0/60    | 15.ª     |
| Parlamento de Cantabria                  | Hugo Suárez Fernández            | 1 092  | 0,34 % | 0/35    | 12.ª     |
| Cortes de Castilla-La Mancha             | Betariz Cano                     | 5 277  | 0,48 % | 0/33    | 8.ª      |
| Cortes de Castilla y León                | José Carlos Rúa Perandones       | 9 219  | 0,68 % | 0/84    | 9.ª      |
| Asamblea de Ceuta                        | Mercedes Sánchez Vallejo         | 356    | 1,22 % | 0/25    | 9.ª      |
| Asamblea de Extremadura                  | Miguel Ángel Hernández Rodríguez | 1 773  | 0,28 % | 0/65    | 9.ª      |
| Asamblea de Madrid                       | Santiago Abascal                 | 37 043 | 1,17 % | 0/129   | 7.ª      |
| Asamblea Regional de Murcia              | Daniel Ruiz Hernández            | 5 513  | 0,87 % | 0/45    | 9.ª      |
| Cortes Valencianas                       | Miguel Boronat Roda              | 10 184 | 0,41 % | 0/99    | 10.ª     |

- Elecciones autonómicas de 2019

| Comunidad                                | Votos   | %       | Escaños | +/–         | Posición | Estado             |
| ---------------------------------------- | ------- | ------- | ------- | ----------- | -------- | ------------------ |
| Cortes de Aragón                         | 40 263  | 6,08 %  | 3/67    | 3           | 6.ª      | Oposición          |
| Junta General del Principado de Asturias | 33 784  | 6,42 %  | 2/45    | 2           | 7.ª      | Oposición          |
| Parlamento de las Islas Baleares         | 34 668  | 8,12 %  | 3/59    | 3           | 6.ª      | Oposición          |
| Parlamento de Canarias                   | 22 021  | 2,47 %  | 0/70    | Sin cambios | 8.ª      | Extraparlamentario |
| Parlamento de Cantabria                  | 16 392  | 5,05 %  | 2/35    | 2           | 5.ª      | Oposición          |
| Cortes de Castilla-La Mancha             | 75 636  | 7,02 %  | 0/33    | Sin cambios | 4.ª      | Extraparlamentario |
| Cortes de Castilla y León                | 75 331  | 5,49 %  | 1/81    | 1           | 4.ª      | Oposición          |
| Asamblea de Ceuta                        | 7 566   | 22,37 % | 6/25    | 6           | 3.ª      | Oposición          |
| Asamblea de Extremadura                  | 28 849  | 4,7 %   | 0/65    | Sin cambios | 5.ª      | Extraparlamentario |
| Parlamento de La Rioja                   | 6 277   | 3,86 %  | 0/33    | Sin cambios | 6.ª      | Extraparlamentario |
| Asamblea de Madrid                       | 285 099 | 8,86 %  | 12/132  | 12          | 5.ª      | Apoyo externo      |
| Asamblea de Melilla                      | 2 655   | 7,76 %  | 2/25    | 2           | 4.ª      | Oposición          |
| Asamblea Regional de Murcia              | 61 591  | 9,46 %  | 4/45    | 4           | 4.ª      | Apoyo externo      |
| Parlamento de Navarra                    | 4 401   | 1,29 %  | 0/50    | Sin cambios | 7.ª      | Extraparlamentario |

- Elecciones autonómicas de 2023

| Comunidad                                | Votos   | %       | Escaños | +/–         | Posición | Estado                       |
| ---------------------------------------- | ------- | ------- | ------- | ----------- | -------- | ---------------------------- |
| Cortes de Aragón                         | 73 677  | 11,25 % | 7/67    | 4           | 3.ª      | Coalición con PP (2023-2024) |
| Cortes de Aragón                         | 73 677  | 11,25 % | 7/67    | 4           | 3.ª      | Oposición (Desde 2024)       |
| Junta General del Principado de Asturias | 52 546  | 10,07 % | 4/45    | 2           | 3.ª      | Oposición                    |
| Parlamento de las Islas Baleares         | 69 158  | 13,90 % | 8/59    | 5           | 3.ª      | Oposición                    |
| Parlamento de Canarias                   | 62 004  | 7,85 %  | 4/70    | 4           | 3.ª      | Oposición                    |
| Parlamento de Cantabria                  | 35 982  | 11,08 % | 4/35    | 2           | 4.ª      | Oposición                    |
| Cortes de Castilla-La Mancha             | 137 765 | 12,83 % | 4/33    | 4           | 3.ª      | Oposición                    |
| Asamblea de Ceuta                        | 7 050   | 20,64 % | 5/25    | 1           | 3.ª      | Oposición                    |
| Asamblea de Extremadura                  | 49 342  | 8,12 %  | 5/65    | 5           | 3.ª      | Coalición con PP (2023-2024) |
| Asamblea de Extremadura                  | 49 342  | 8,12 %  | 5/65    | 5           | 3.ª      | Oposición (Desde 2024)       |
| Parlamento de La Rioja                   | 12 634  | 7,57 %  | 2/33    | 2           | 3.ª      | Oposición                    |
| Asamblea de Madrid                       | 248 379 | 7,35 %  | 11/132  | 2           | 4.ª      | Oposición                    |
| Asamblea de Melilla                      | 2 937   | 9,94 %  | 2/25    | Sin cambios | 4.ª      | Oposición                    |
| Asamblea Regional de Murcia              | 118 546 | 17,72 % | 9/45    | 5           | 3.ª      | Coalición con PP (2023-2024) |
| Asamblea Regional de Murcia              | 118 546 | 17,72 % | 9/45    | 5           | 3.ª      | Oposición (Desde 2024)       |
| Parlamento de Navarra                    | 14 197  | 4,30 %  | 2/50    | 2           | 7.ª      | Oposición                    |
| Cortes Valencianas                       | 310 184 | 12,57 % | 13/99   | 3           | 4.ª      | Coalición con PP (2023-2024) |
| Cortes Valencianas                       | 310 184 | 12,57 % | 13/99   | 3           | 4.ª      | Oposición (desde 2024)       |

#### Otras elecciones autonómicas
-  Elecciones al Parlamento de Andalucía

| Comicios | Cabeza de lista   | Votos   | %       | Escaños | +/–         | Estado             | Notas                                      |
| -------- | ----------------- | ------- | ------- | ------- | ----------- | ------------------ | ------------------------------------------ |
| 2015     | Francisco Serrano | 18 017  | 0,45 %  | 0/109   | Sin cambios | Extraparlamentario |                                            |
| 2018     | Francisco Serrano | 395 978 | 10,97 % | 12/109  | 12          | Apoyo externo      | Primer senador por designación autonómica. |
| 2022     | Macarena Olona    | 490 525 | 13,46 % | 14/109  | 2           | Oposición          |                                            |

-  Elecciones al Parlamento Vasco

| Comicios | Cabeza de lista                | Votos  | %      | Escaños | +/–         | Posición | Estado             |
| -------- | ------------------------------ | ------ | ------ | ------- | ----------- | -------- | ------------------ |
| 2016     | Santiago Abascal Escuza        | 774    | 0,07 % | 0/75    |             | 12.ª     | Extraparlamentario |
| 2020     | María Amaia Martínez Grisaleña | 17 517 | 1,96 % | 1/75    | 1           | 6.ª      | Oposición          |
| 2024     | María Amaia Martínez Grisaleña | 21 696 | 2,03 % | 1/75    | Sin cambios | 6.ª      | Oposición          |

-  Elecciones a las Cortes Valencianas

| Comicios | Cabeza de lista | Votos   | %       | Escaños | +/– | Posición | Estado    |
| -------- | --------------- | ------- | ------- | ------- | --- | -------- | --------- |
| 2019     | Ana Vega Campos | 278 947 | 10,44 % | 10/99   | 10  | 5.ª      | Oposición |

-  Elecciones al Parlamento de Galicia

| Comicios | Cabeza de lista        | Votos  | %      | Escaños | +/– | Posición           | Estado |
| -------- | ---------------------- | ------ | ------ | ------- | --- | ------------------ | ------ |
| 2020     | Ricardo Morado Fajardo | 26 485 | 2,03 % | 0/75    |     | Extraparlamentario |        |
| 2024     | Álvaro Díaz-Mella      | 34 045 | 2,27 % | 0/75    |     | Extraparlamentario |        |

-  Elecciones al Parlamento de Cataluña

| Comicios | Cabeza de lista | Votos   | %      | Escaños | +/– | Posición | Estado    |
| -------- | --------------- | ------- | ------ | ------- | --- | -------- | --------- |
| 2021     | Ignacio Garriga | 217 883 | 7,69 % | 11/135  | 11  | 4.º      | Oposición |
| 2024     | Ignacio Garriga | 248 554 | 7,96%  | 11/135  | 11  | 5.º      | Oposición |

Resultados de Vox Per Catalunya en las elecciones autonómicas de 2021

-  Elecciones a la Asamblea de Madrid

| Comicios | Cabeza de lista  | Votos   | %      | Escaños | +/– | Posición | Estado             |
| -------- | ---------------- | ------- | ------ | ------- | --- | -------- | ------------------ |
| 2015     | Santiago Abascal | 37 043  | 1,17 % | 0/129   |     | 7.ª      | Extraparlamentario |
| 2019     | Rocío Monasterio | 285 099 | 8,86 % | 12/132  | 12  | 5.ª      | Apoyo externo      |
| 2021     | Rocío Monasterio | 330 660 | 9,13 % | 13/136  | 1   | 4.ª      | Apoyo externo      |

-  Elecciones a las Cortes de Castilla y León

| Comicios | Cabeza de lista      | Votos   | %       | Escaños | +/– | Posición | Estado                       |
| -------- | -------------------- | ------- | ------- | ------- | --- | -------- | ---------------------------- |
| 2022     | Juan García-Gallardo | 212 605 | 17,64 % | 13/81   | 12  | 3.ª      | Coalición con PP (2022-2024) |
| 2022     | Juan García-Gallardo | 212 605 | 17,64 % | 13/81   | 12  | 3.ª      | Oposición (Desde 2024)       |

### Elecciones municipales
- Elecciones municipales de 2019

| Comunidad                  | Votos   | %     | Concejales | Coalición electoral |
| -------------------------- | ------- | ----- | ---------- | ------------------- |
| Andalucía                  | 168 863 | 4,35  | 103        |                     |
| Aragón                     | 27 875  | 4,14  | 20         |                     |
| Baleares                   | 30 585  | 7,03  | 17         | Vox-Actúa Baleares  |
| Canarias                   | 12 417  | 1,36  | 0          |                     |
| Cantabria                  | 9 312   | 2,85  | 3          |                     |
| Castilla - La Mancha       | 44 939  | 4,15  | 75         |                     |
| Castilla y León            | 44 659  | 3,23  | 64         |                     |
| Cataluña                   | 36 240  | 1,04  | 3          |                     |
| Ciudad de Ceuta            | 7 566   | 22,37 | 6          |                     |
| Ciudad de Melilla          | 2 655   | 7,76  | 2          |                     |
| Comunidad de Madrid        | 253 067 | 7,81  | 140        |                     |
| Comunidad Foral de Navarra | 1 955   | 0,57  | 0          |                     |
| Comunidad Valenciana       | 91 768  | 3,93  | 49         |                     |
| Extremadura                | 15 365  | 2,5   | 18         |                     |
| Galicia                    | 9 581   | 0,63  | 0          |                     |
| La Rioja                   | 4 173   | 2,55  | 1          |                     |
| País Vasco                 | 7 975   | 0,71  | 0          |                     |
| Principado de Asturias     | 25 095  | 4,72  | 11         |                     |
| Región de Murcia           | 49 299  | 7,48  | 35         |                     |
| Total                      | 843 389 | 4,69  | 547        |                     |

- Elecciones municipales de 2023[525]

| Comunidad                  | Votos          | %              | Concejales     | Coalición electoral |
| -------------------------- | -------------- | -------------- | -------------- | ------------------- |
| Andalucía                  | 265 574        | 6,80           | 232            |                     |
| Aragón                     | 59 334         | 8,83           | 62             |                     |
| Baleares                   | 54 244         | 11,86          | 44             |                     |
| Canarias                   | 58 595         | 6,34           | 34             |                     |
| Cantabria                  | 23 613         | 7,27           | 29             |                     |
| Castilla-La Mancha         | 100 914        | 9,24           | 251            |                     |
| Castilla y León            | 96 384         | 7,50           | 309            |                     |
| Cataluña                   | 150 653        | 5,01           | 124            |                     |
| Ciudad de Ceuta            | 7 050          | 20,64          | 5              |                     |
| Ciudad de Melilla          | 2 937          | 9,94           | 2              |                     |
| Comunidad de Madrid        | 336 859        | 9,98           | 227            |                     |
| Comunidad Foral de Navarra | No se presentó | No se presentó | No se presentó |                     |
| Comunidad Valenciana       | 233 723        | 9,39           | 227            |                     |
| Extremadura                | 25 607         | 4,19           | 31             |                     |
| Galicia                    | No se presentó | No se presentó | No se presentó |                     |
| La Rioja                   | 9 285          | 5,52           | 10             |                     |
| País Vasco                 | No se presentó | No se presentó | No se presentó |                     |
| Principado de Asturias     | 40 894         | 7,68           | 27             |                     |
| Región de Murcia           | 100 534        | 14,61          | 80             |                     |
| Totales                    | 1 566 200      | 9,05           | 1694           |                     |

### Elecciones europeas
| Comicios | Cabeza de lista     | Votos           | %      | Escaños de Vox | Escaños del ECR (incluyendo Vox) | Escaños del Patriotas por Europa (incluyendo Vox) | Notas                                                                                            |
| -------- | ------------------- | --------------- | ------ | -------------- | -------------------------------- | ------------------------------------------------- | ------------------------------------------------------------------------------------------------ |
| 2014     | Alejo Vidal-Quadras | 244 929 (11.º)  | 1,56 % | 0/54           | -                                |                                                   |                                                                                                  |
| 2019     | Jorge Buxadé        | 1 388 681 (5.º) | 6,20 % | 4/59           | 62/751                           |                                                   |                                                                                                  |
| 2024     | Jorge Buxadé        | 1 688 255 (3.º) | 9.56 % | 6/61           |                                  | 42/720                                            | El 5 de julio de 2024 Vox abandonó el grupo ECR para incorporarse al grupo Patriotas por Europa. |

## Representación autonómica

Miembro del gobierno de la CCAA
Presencia parlamentaria
Sin presencia parlamentaria

| Posición frente a Gobierno autonómico        |
| -------------------------------------------- |
| En el gobierno Apoyo externo En la oposición |

| Comicios | Resultados en CCAA con estatutos partir 1982 y ciudades autónomas (Parlamentarios de Vox/parlamentarios totales) | Resultados en CCAA con estatutos partir 1982 y ciudades autónomas (Parlamentarios de Vox/parlamentarios totales) | Resultados en CCAA con estatutos partir 1982 y ciudades autónomas (Parlamentarios de Vox/parlamentarios totales) | Resultados en CCAA con estatutos partir 1982 y ciudades autónomas (Parlamentarios de Vox/parlamentarios totales) | Resultados en CCAA con estatutos partir 1982 y ciudades autónomas (Parlamentarios de Vox/parlamentarios totales) | Resultados en CCAA con estatutos partir 1982 y ciudades autónomas (Parlamentarios de Vox/parlamentarios totales) | Resultados en CCAA con estatutos partir 1982 y ciudades autónomas (Parlamentarios de Vox/parlamentarios totales) | Resultados en CCAA con estatutos partir 1982 y ciudades autónomas (Parlamentarios de Vox/parlamentarios totales) | Resultados en CCAA con estatutos partir 1982 y ciudades autónomas (Parlamentarios de Vox/parlamentarios totales) | Resultados en CCAA con estatutos partir 1982 y ciudades autónomas (Parlamentarios de Vox/parlamentarios totales) | Resultados en CCAA con estatutos partir 1982 y ciudades autónomas (Parlamentarios de Vox/parlamentarios totales) | Resultados en CCAA con estatutos partir 1982 y ciudades autónomas (Parlamentarios de Vox/parlamentarios totales) | Resultados en CCAA con estatutos partir 1982 y ciudades autónomas (Parlamentarios de Vox/parlamentarios totales) | Resultados en CCAA con estatutos partir 1982 y ciudades autónomas (Parlamentarios de Vox/parlamentarios totales) | Resultados en CCAA con estatutos partir 1982 y ciudades autónomas (Parlamentarios de Vox/parlamentarios totales) | Parlamentarios autonómicos |
| Comicios | ARA | AST | ISB | CAN | CNT | CLM | CYL | CVA | EXT | LRJ | CMA | RDM | NAV | CEU | MEL | Parlamentarios autonómicos |
| -------- | --- | --- | --- | --- | --- | --- | --- | --- | --- | --- | --- | --- | --- | --- | --- | -------------------------- |
| 2015     | — | (0/45) | — | (0/60) | (0/39) | (0/33) | (0/84) | (0/99) | (0/65) | — | (0/129) | (0/45) | — | (0/25) | — | 0/858                      |
| 2019     | (3/67) | (2/45) | (3/59) | (0/70) | (2/39) | (0/33) | (1/81) | (10/99) | (0/65) | (0/33) | (12/132) | (4/45) | (0/50) | (6/25) | (2/25) | 35/868                     |
| 2021     | — | — | — | — | — | — | — | — | — | — | (13/136) | — | — | — | — | 13/136                     |
| 2022     | — | — | — | — | — | — | (13/81) | — | — | — | — | — | — | — | — | 13/81                      |
| 2023     | (7/67) | (4/45) | (8/59) | (4/70) | (4/35) | (4/33) | — | (13/99) | (5/65) | (2/33) | (11/135) | (9/45) | (2/50) | (5/25) | (2/25) | 80/868                     |
| 2024     | — | — | — | — | — | — | — | — | — | — | — | — | — | — | — | —                          |

| Andalucía  | 2015 (0/109)  | 2018 (12/109) | 2022 (14/109) |
| Cataluña   | 2021 (11/135) | 2024 (11/135) |               |
| Galicia    | 2020 (0/75)   | 2024 (0/75)   |               |
| País Vasco | 2016 (0/75)   | 2020 (1/75)   | 2024 (1/75)   |

## Análisis

### Según académicos
Si bien, lo describió en sus inicios (2014) como un Tea Party a la española, Xavier Casals observa una radicalización ideológica posterior que habría beneficiado al partido en confluencia con otros factores como su papel de acusación particular en el procedimiento judicial del procés, la polémica en torno a la exhumación del cadáver del dictador Francisco Franco del Valle de los Caídos, la recomposición interna del PP, y la dinámica de outbidding en la derecha española entre PP y Cs que ha introducido a la inmigración dentro del debate político. Casals consideró al acto de Vistalegre de 2018 como un hito para la ultraderecha española, que no conseguía un nivel de convocatoria comparable desde los años de Fuerza Nueva. Para Casals, Vox no sería un retorno del neofranquismo y sería homologable en algunos aspectos, como su situación a caballo entre el pasado y el presente, a la derecha populista europea. Eva Anduiza cuestiona la existencia de un contenido fuertemente populista en Vox pues, aun iliberal, su discurso no apuntaría claramente ni al ataque a una élite bien diferenciada ni a la defensa de la primacía de la voluntad popular, incorporando sin embargo el maniqueísmo como única característica del populismo de forma sustancial.
Según Beatriz Acha, Vox, cuyo documento de 100 medidas se caracterizaría por una presencia transversal del ultranacionalismo, se distinguiría de otros partidos de ultraderecha en un menor énfasis en términos comparativos de la inmigración, subordinando su oposición a esta en sus medidas a la unidad de España, y a una menor prevalencia de elementos retóricos que contrapongan el pueblo y la élite propios del populismo (en este último punto Acha apunta tentativamente como posibles razones un alejamiento deliberado por parte del partido de un mensaje que podría resultar similar al de Podemos o a la conveniencia de no hacer énfasis en un mensaje antielitista por la dilatada trayectoria institucional de su líder Santiago Abascal). De acuerdo con Casals, dicho ultranacionalismo vertebrador del ideario del partido es identificado por parte de este con una «visión biológica y palingenética de la patria», la «España viva», y con una cultura de inspiración católica.
Según Patricia Rodríguez Blanco de El País, Vox ha creado «un vocabulario propio que deforma el significado de las palabras para, según convenga, ridiculizar o exaltar la realidad a la que aluden», entre las que se encuentran «chiringuito», PIN parental, violencia intrafamiliar, «feminismo supremacista», «Reconquista», «dictadura progre», «dictadura de género», «lobby gay» o «Frente Popular».
El historiador italiano Emilio Gentile no considera a Vox un partido fascista, sino que lo define como «un partido de extrema derecha nacionalista católica» caracterizado por los siguientes puntos:

Vox profesa una ideología nacionalista de inspiración católica, reafirma la primacía de la unidad estatal monárquica, se opone a los movimientos autonomistas y separatistas, y las organizaciones no gubernamentales que "persiguen la destrucción de la unidad territorial de la nación y su soberanía", exige la "máxima protección legal a los símbolos de la nación", incluida la lengua española excluyendo toda forma de bilingüismo regional; propone un proyecto de protección de la identidad nacional, "homenajeando a todos aquellos que, desde una perspectiva histórica distinta han combatido por España, con evidente referencia a la rehabilitación de la "memoria franquista". Por consiguiente, Vox es decididamente hostil a la inmigración indiscriminada, quiere deportar a los inmigrantes clandestinos, reclama la represión del fundamentalismo islámico. Finalmente, Vox se inscribe en la extrema derecha católica tradicionalista en su concepción de la familia, en la prohibición absoluta del aborto, en su oposición al feminismo.

Por su parte el también historiador italiano Steven Forti incluye a Vox en la «extrema derecha 2.0», llamada así por su «capacidad de utilizar las nuevas tecnologías, sobre todo en lo que respecta a la propaganda política». La extrema derecha 2.0 se caracterizaría, según Forti, por los siguientes rasgos:

Un marcado nacionalismo, el identitarismo o el nativismo, la recuperación de la soberanía nacional, una crítica profunda al multilateralismo —y en Europa, un alto grado de euroescepticismo—, la defensa de los valores conservadores, la defensa de la ley y el orden, la islamofobia, la condena de la inmigración tachada de "invasión", la crítica al multiculturalismo y a las sociedades abiertas, el antiintelectualismo y la toma de distancia formal de las pasadas experiencias del fascismo.

La exdiputada del Partido Macarena Olona, afirmó «No quiero decir que sea un partido nazi, pero sí que me he encontrado con ataques por parte de personas que hacen loas a Hitler y que están en el entorno de Vox»

### Las razones del ascenso de Vox a partir de 2018

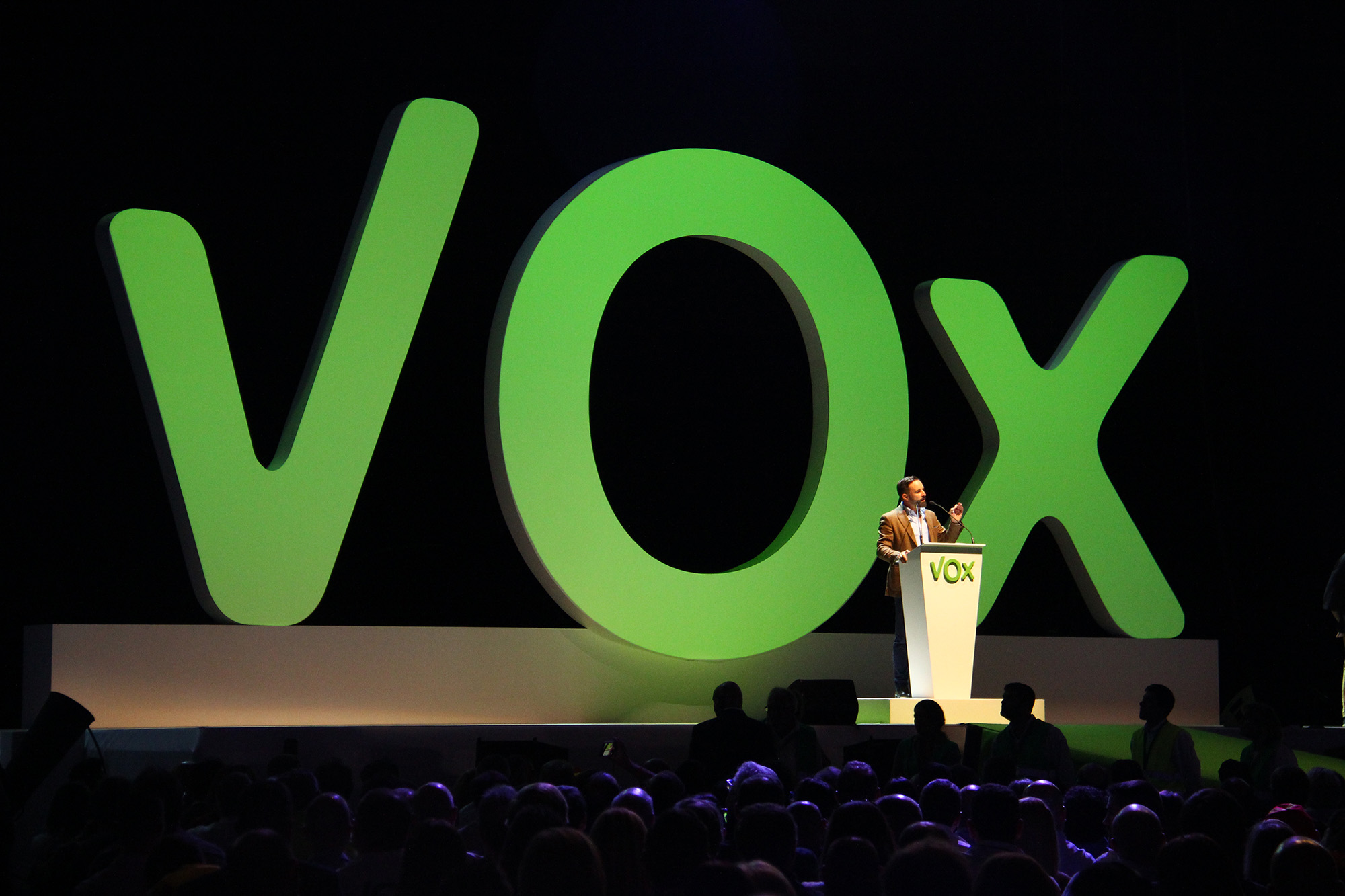
Intervención de Santiago Abascal en un acto de Vox en Vistalegre en octubre de 2018, evento que supuso un hito para la ultraderecha española, según Xavier Casals

Durante las dos primeras décadas del siglo XXI, mientras en Europa crecían los partidos de extrema derecha, España constituyó una excepción lo que se atribuyó fundamentalmente a que perduraba el recuerdo de la dictadura franquista (desde 1979 en que resultó elegido diputado Blas Piñar, escaño que no renovó en las elecciones siguientes, la extrema derecha no había tenido representación parlamentaria). La debilidad de la ultraderecha en España también se explicó «por su atomización y fragilidad organizativas (y, consiguientemente, por su debilidad financiera); por las dificultades que el sistema electoral impone a los nuevos partidos de ámbito nacional (salvo que concentren su voto provincialmente); y por la prevalencia de una estructura de cleavages en el sistema de partidos centrada en la cuestión territorial; amén de por la escasa extensión de la conciencia/sentimiento nacional(ista) español entre la ciudadanía».
Pero entre diciembre de 2018 y abril de 2019 España se equiparó al resto de países europeos con la irrupción del partido de ultraderecha Vox en el Parlamento de Andalucía, primero, con 12 diputados, y en el Congreso de Diputados, después, con 24 escaños (10,2 % de los votos), que dobló en las elecciones generales de España de noviembre de 2019 cuando consiguió 52 diputados (15,09 % de los votos). «Unas cifras impresionantes que certifican el éxito de una fulgurante andadura política», comenta la politóloga Beatriz Acha. Además, como ha destacado el también politólogo Cas Mudde, Vox ha conseguido «llegar al poder político» en solo un año (condicionando los gobiernos de Andalucía y de otras comunidades autónomas, como la de Madrid), lo que «la mayoría de los partidos ultraderechistas tardan décadas en conseguir desde que cosechan sus primeros éxitos electorales».
Según Cas Mudde los factores que explicarían el crecimiento de Vox serían fundamentalmente cuatro, con especial incidencia del último: el primer factor, el hecho de que en la segunda década del siglo XXI una mayoría de electores ya no había vivido la dictadura franquista; el segundo, la apertura de un amplio espacio para los temas socioculturales, campo abonado para los populismos de derechas, como consecuencia de la crisis económica española (2008-2014); el tercero, la gestión de la crisis por el gobierno de Mariano Rajoy y los casos de corrupción del PP que minaron la confianza en este partido entre muchos votantes de derechas; y, sobre todo, el desafío secesionista en Cataluña que, según Cas Mudde, generó «la tormenta perfecta que propició el gran avance de Vox».
En este cuarto factor coinciden otros politólogos como Cristina Monge y Jorge Urdánoz, que afirman que «la irrupción de Vox en 2019» estuvo «originada entre otras cosas como reacción del nacionalismo español frente al procés catalán», o como Xavier Casals, que señala que «el independentismo catalán activó un ultranacionalismo español» que «Vox, que se autodefine como «la España viva», lo asumió como eje de su discurso ante el desafío secesionista». El historiador Joan Maria Thomàs también considera que el «desafío catalán» avivó el «sentimiento nacionalista español fuera de Cataluña y ello sin duda ha venido a reforzar el voto a Vox». Aún más categórica es la historiadora Anne Applebaum cuando afirma que «la crisis de secesión catalana, iniciada en el 2017, fue la que realmente puso a Vox en el centro de la política española». Beatriz Acha comparte esta apreciación («el procés sirvió de catalizador para el despegue del partido») y alude al sondeo poselectoral que realizó el CIS en Andalucía en el que los electores que habían votado a Vox manifestaron que lo habían hecho, además de por «su discurso sobre la inmigración» (41,6 %), «porque defiende la unidad de España (33,7 %) y «para frenar a los independentistas» (28 %). Stuart J. Turnbull-Dugarte también considera que lo que motivó el voto a Vox en las elecciones andaluzas fue el conflicto territorial. Esta misma pauta se volvió a repetir en las elecciones generales de España de abril de 2019 ya que casi un 60 % de los votantes de Vox admitieron que en su decisión había influido lo que estaba ocurriendo en Cataluña. Lo mismo sucedió en las elecciones generales de España de noviembre de 2019.
Según Mudde hay que considerar un quinto factor que explicaría por qué fue Vox el que creció espectacularmente y no otros grupos de extrema derecha. La razón, según Mudde, es que «Vox ofrece un "producto" ultraderechista diferente del que ofrecían los grupúsculos que lo precedieron» en el sentido de que «ni la dirección ni la ideología del partido están directamente manchadas por el fascismo ni por el régimen franquista, aun cuando sí propugnen una visión revisionista de este último». Así, Vox no es una versión más o menos moderada del neofascismo como lo habían sido la mayoría de los partidos de extrema derecha en España, sino que es una escisión radical (y nativista) del PP por lo que se encuadraría dentro de los partidos de derecha radical populista que en Europa y en otras partes han experimentado un gran auge en las últimas décadas. Xavier Casals coincide con el análisis de Mudde, al afirmar que «las causas del súbito crecimiento de Vox obedecieron a que la síntesis ideológica que efectuó entre 2015 y 2016 halló un marco receptivo entre 2018 y 2019» y considera asimismo que «Vox no refleja un culmen del proceso de modernización que inició la extrema derecha en España desde 1982, tras disolverse FN, sino una reconfiguración profunda de su discurso y espacio político por un actor inicialmente ajeno a la misma».

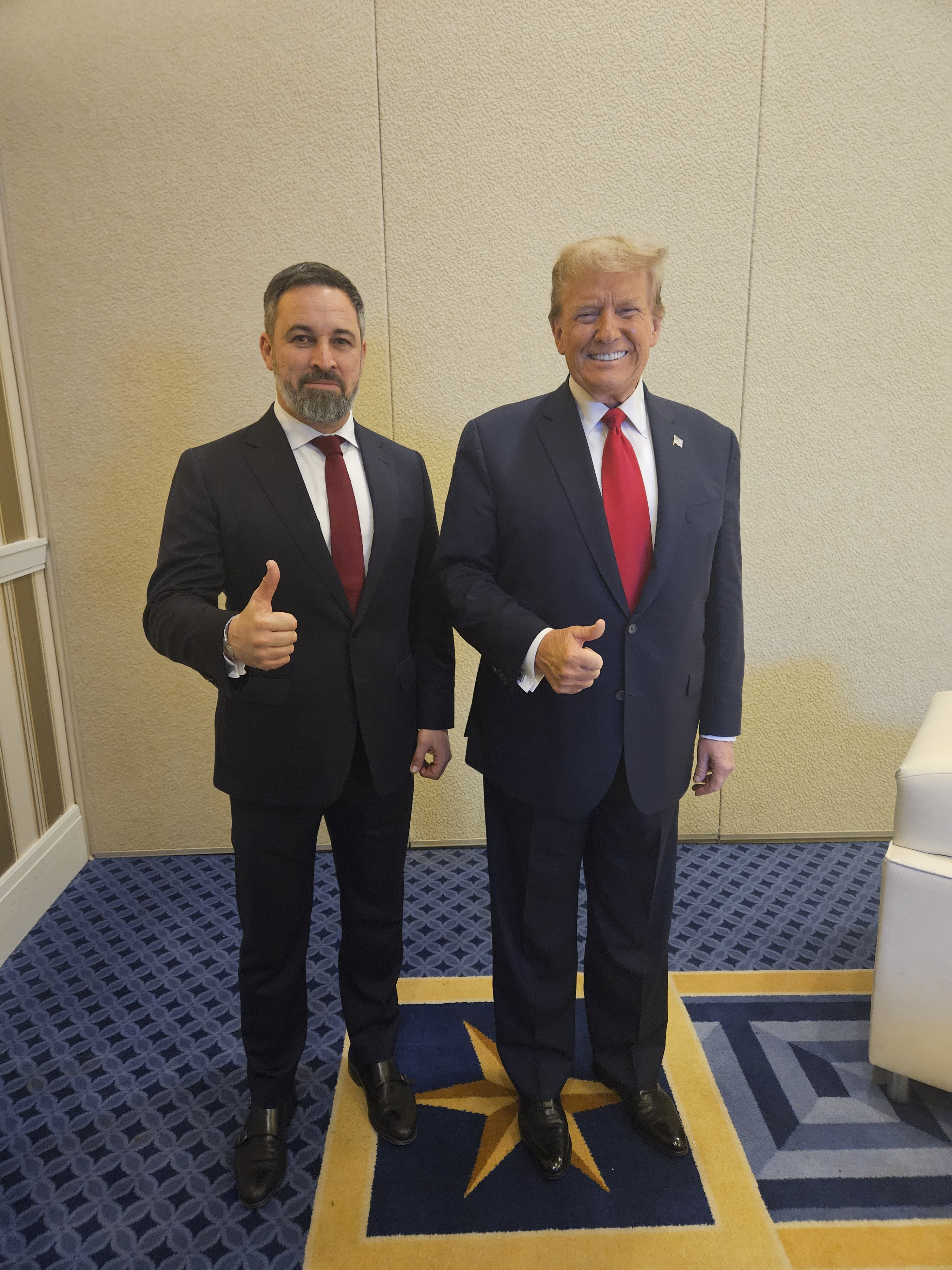
Santiago Abascal en la CPAC de 2024 junto al 45° presidente de Estados Unidos, Donald Trump

Sin embargo, la politóloga Beatriz Acha considera que, aunque «como escisión del Partido Popular» no tiene «vínculos aparentes con los tradicionales núcleos de la ultraderecha franquista y/o falangista», Vox no supone una ruptura con la tradición de la ultraderecha española porque su programa presenta «ciertas similitudes con el discurso de otros partidos de ultraderecha. Así, por ejemplo, en materia social/moral el partido se posiciona contra el matrimonio gay y la ideología de género [y contra el derecho al aborto], y a favor de la cadena perpetua y la familia formada por el padre y la madre». Casals reconoce que Vox ha adoptado temas propios de la extrema derecha tradicional española («visibles en el irredentismo sobre Gibraltar, la exaltación de la españolidad de Ceuta y Melilla o la oposición al Estado de las autonomías y al secesionismo»), pero también de la nueva ultraderecha europea («como la exigencia de mayor control de la inmigración, la oposición implícita al Islam en sus alusiones a Lepanto o a la Reconquista —aunque Vox oficialmente solo rechaza la interpretación fundamentalista de este credo—, su denuncia de la «ideología de género» —el rechazo del feminismo y de la ley de violencia de género— y el euroescepticismo del grupo de Visegrado») y del trumpismo («el lema 'hacer España grande otra vez' —remedo de Make America Great Again— y la edificación de muros en Ceuta y Melilla pagados por Marruecos —a semejanza del muro que Trump pretende erigir entre Estados Unidos y México—). Por su parte el historiador Joan Maria Thomàs afirma que «algunos factores unen a Vox a la extrema derecha clásica, y no son poco relevantes: el extremado nacionalismo español y el íntimo deseo de construir o reconstruir un Estado centralizado, sin autonomías territoriales […] Otros puntos de su programa tienen que ver con concepciones también tradicionales de la familia o de las relaciones de género —con un antifeminismo explícito—, todo ello recubierto de profunda catolicidad». Además, Thomàs señala que una parte de los votantes de Vox provienen de los «antiguos y amplios sectores franquistas de la sociedad (y de una parte de sus descendientes y receptores de una determinada memoria histórica)» que se identifican con el «poso doctrinal» franquista (no la reproducción de su programa político antidemocrático autoritario) que existe en Vox. Pero Thomàs considera que «nos encontramos ante otra extrema derecha», diferente de la extrema derecha «clásica» vinculada al franquismo o al fascismo.
Anne Applebaum propone un sexto factor que explicaría el ascenso de Vox: el despliegue de campañas como las desarrolladas por los grupos ultrarreliogiosos y ultraderechistas de Europa y de Estados Unidos (de los que también ha obtenido financiación por vías indirectas). «El uso del marketing de las redes sociales para agudizar la polarización, los portales web creados específicamente para alimentar narrativas polarizadas, los grupos privados de fanáticos que comparten teorías de la conspiración, el lenguaje que deliberadamente debilita la confianza en políticos y periodistas «convencionales»: todo esto también ayudó a que el partido que quiere «hacer España grande otra vez» abandonara la periferia y se volviese conocido». En este sentido el ascenso de Vox «sería también una consecuencia del Trumpismo, de los portales web conspirativos, de la campaña en línea internacional del alt-right y la extrema derecha, y especialmente de la reacción conservadora que se ha venido construyendo por todo el continente durante años». Steven Forti coincide con Applebaum en considerar que el uso de las nuevas tecnologías (y el recurso a la posverdad y a las fake news a través de ellas) es un rasgo definitorio de la nueva ultraderecha hasta el punto que propone denominarla «extrema derecha 2.0», en la que se situaría Vox.
Applebaum también apunta un séptimo factor: la «fuerte reacción de extrema izquierda» al «colapso económico» provocado por la crisis de 2008 (en alusión al ascenso de Podemos). «Vox es la contrarrespuesta a esa reacción», afirma. Xavier Casals comparte en buena media este análisis cuando afirma que «el éxito de Vox obedeció al protagonismo que cobraron sus temas debido a diversos hechos. De ese modo, en mayo de 2018 se formó un Gobierno socialista presidido por Pedro Sánchez gracias a una moción de censura apoyada por Podemos, los secesionistas catalanes y «nacionalistas periféricos» que azuzó el fantasma de una «anti-España». En junio el Gobierno de Sánchez acogió a un barco de refugiados rechazado por el ejecutivo italiano, a lo que Vox se opuso, y el tema se incorporó a la agenda política. En septiembre la abstención del PP ante la propuesta del ejecutivo de exhumar el cadáver de Franco del Valle de los Caídos permitió a Vox capitalizar el rechazo a la medida. Por último, al ejercer este partido la acusación popular en el proceso contra líderes independentistas se proyectó como la fuerza más punitiva del secesionismo». Casals añade que tras elecciones andaluzas de diciembre de 2018 no se formó ningún «cordón sanitario» en torno de Vox sino que PP y Ciudadanos lo aceptaron como interlocutor «respetable» (pues necesitaban sus escaños para formar una mayoría de derecha), lo que acabaría favoreciendo a Vox en las elecciones generales de abril del año siguiente. Una valoración con la que coincide Joan Maria Thomàs, pues la «no marginalización» de Vox constituiría una de las causas de su ascenso, entre las que también habría que apuntar, según Thomàs, la percepción de Santiago Abascal por parte de su electorado como «un personaje no ambiguo ni abierto a componendas o triquiñuelas, sino absolutamente dispuesto a llevar adelante una «reconquista» de los valores tradicionales españoles».
En cuanto al futuro de Vox, la politóloga Beatriz Acha advierte que el partido «podría alcanzar pronto su techo electoral si no consigue llegar a otros segmentos del electorado más allá de los (ultra)nacionalistas y/o movilizables en torno a la cuestión identitaria», porque la mayoría de los votantes de Vox, a diferencia de otros partidos de ultraderecha europeos que «se nutren de antiguos votantes de partidos de izquierdas», son electores «desencantados» con el PP con unos posicionamientos políticos «más radicales/extremos». Y otro grave problema de cara al futuro es la nula representatividad que consigue Vox en las «comunidades históricas», apreciación en la que también coincide Xavier Casals, que recuerda que en las elecciones generales de noviembre de 2019, «en Cataluña solo captó dos escaños de cuarenta y ocho y ninguno en el País Vasco, Navarra y Galicia». Por otro lado, Casals también coincide con Acha en que «si quiere conseguir cierta transversalidad política (como otros partidos afines europeos) debe captar voto obrero sustancial, lo que sus propuestas neoliberales obstaculizan». Sin embargo, Joan Maria Thomàs predice que Vox seguirá creciendo pues se enmarca en la «ola de derechización» que está viviendo Europa, aunque de características diferentes a la que se produjo durante el periodo de entreguerras en el que se impusieron los regímenes autoritarios y totalitarios —dos de ellos fascistas—. «Vox ha crecido y crecerá porque ofrece soluciones fáciles, radicales y altamente conservadoras [y con frecuencia xenófobas] a problemas de gran complejidad», «problemas reales pero que magnifica» y que «percibe como amenazas a su concepción tradicional y cristiana de la vida».